# Organización militar del virreinato del Río de la Plata

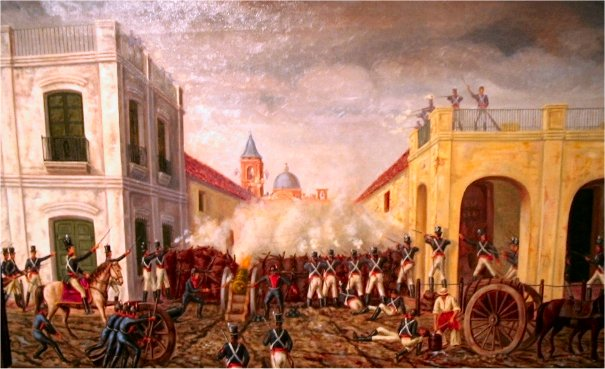
Varios soldados del leales al virreinato durante las Invasiones Inglesas.

La organización militar del virreinato del Río de la Plata se mantuvo con escasas fuerzas militares profesionales (veteranas), convocando a milicianos para suplir su escasez cuando las circunstancias lo requirieron. A raíz de las Invasiones Inglesas de 1806 y 1807, las milicias urbanas de Buenos Aires fueron organizadas de manera permanente y semiprofesional, dando origen a las unidades militares que luego de la Revolución de Mayo de 1810 formaron los primeros ejércitos de las Provincias Unidas del Río de la Plata. En el caso de Montevideo dieron lugar a unidades que se mantuvieron bajo bandera española hasta la caída de la ciudad en 1814. Mediante la continuidad histórica, algunas de esas unidades siguen existiendo en la República Argentina y también en la República Oriental del Uruguay.

## Autoridades militares del virreinato
El virrey era el representante local del rey de España y como capitán general era el comandante de todas las fuerzas militares de tierra y mar del virreinato.
Desde la implementación de las intendencias en 1784 los gobernadores intendentes provinciales recibieron la causa de guerra como parte de sus atribuciones de gobierno, quedando al mando de las fuerzas militares de su jurisdicción. Si el gobernador no era un militar, solo le correspondían los asuntos de intendencia o hacienda militar, como por ejemplo el pago de sueldos, delegando el mando en un comandante. Desde 1784 existieron las gobernaciones intendencias de: Córdoba del Tucumán, Salta del Tucumán, Paraguay, Potosí, Chuquisaca, Cochabamba, La Paz, Puno (hasta 1796), todas de nombramiento real, mientras que Buenos Aires estuvo bajo el mando militar del virrey.
Los gobernadores políticos y militares eran jefes militares de designación real que entre sus atribuciones ejercían la causa de guerra en áreas fronterizas con el Brasil portugués. Existieron: el de Montevideo, los de Moxos y de Chiquitos —bajo dependencia militar del gobernador intendente de Cochabamba— y el de las Misiones Guaraníes, que desde 1806 lo ejerció el gobernador intendente del Paraguay.
Una real cédula de 21 de febrero de 1783 instituyó en el Río de la Plata el cargo de subinspector general del virreinato del Río de la Plata y cabo subalterno del virrey, denominado inicialmente inspector general, y cuyas funciones eran: cuidar la disciplina de las tropas, informar sobre los méritos de los oficiales, pasar revista a las unidades, preparar planes defensivos y mantenerse informado sobre el número de unidades y sus efectivos. Era el segundo jefe militar del virreinato. El primero en ocupar este cargo fue el brigadier Antonio Olaguer Feliú, en 1797 lo reemplazó Rafael de Sobremonte, a quien en 1804 sucedió Pedro de Arce hasta que el virrey Baltasar Hidalgo de Cisneros en 1809 lo reemplazó por Bernardo Lecocq. Este mantuvo el cargo al reconocer a la Junta de Buenos Aires el 25 de mayo de 1810. El 16 de julio de 1810 el Consejo de Regencia de España e Indias nombró a Gaspar de Vigodet, a la vez que como gobernador de Montevideo, quien llegó a esa ciudad el 7 de octubre de 1810 y se mantuvo en el cargo hasta la rendición de la plaza el 23 de junio de 1814.
Los funcionarios civiles que auxiliaban al virrey y capitán general en funciones militares eran: el secretario de la capitanía general, que era a la vez el secretario del virreinato —similar a un ministro—, el auditor de guerra, el escribano de guerra, el contador de ejército y el tesorero de ejército.
El comandante general de la Frontera estaba a cargo de la línea de defensa contra los indígenas. El de la frontera de Buenos Aires por lo general era a la vez comandante del Cuerpo de Blandengues. Existían otros, tales como el de la frontera de Mendoza, el de la frontera de Córdoba, y el de la de Tomina. Estos comandantes eran secundados por los maestres de campo quienes eran los jefes de sectores de frontera, a cargo de algunos fortines.
En los partidos en que se dividieron las intendencias la causa de guerra estaba a cargo del comandante de armas o comandante militar, que mandaba fuerzas generalmente milicianas que se hallaban en las ciudades, villas o lugares de cierta importancia. Cumplían funciones militares y de policía y les incumbía la organización de las milicias locales y la reunión de las caballadas. El cargo era generalmente ejercido por los subdelegados de Real Hacienda de los partidos.
En las plazas militares importantes existieron otras autoridades como el teniente del rey creado en Buenos Aires en 1714 como segundo del gobernador (desapareció luego) y el sargento mayor de la plaza, quienes cumplían funciones subordinados a los comandantes y gobernadores.
Existieron otras autoridades militares transitorias en tiempos de guerra, como el comandante general de la campaña de la Banda Septentrional del Río de la Plata, función que cumplía generalmente el subinspector general, a quien se ponía a cargo de todos los comandantes militares de la Banda Oriental. El cuartel maestre general del Ejército en Campaña, tenía funciones de jefe de estado mayor.
Cuando el virrey lo estimaba conveniente, o cuando lo obligaba el plan de defensa aprobado por el rey, se convocaba a una junta de guerra, para la cual el virrey designaba a un grupo de jefes, quienes debían estudiar y efectuar recomendaciones sobre los asuntos que se les sometía a su dictamen.
Todos los ascensos de oficiales militares eran de nombramiento real, lo mismo que la comandancia y estado mayor de las unidades veteranas y milicianas.

### Plazas militares
Para 1803 existían las siguientes plazas militares en el virreinato, cada una con un estado mayor:
- Buenos Aires (sargento mayor, 3 ayudantes mayores y un ayudante de órdenes del virrey)
- Charcas (gobernador)
- Paraguay (gobernador)
- Potosí (gobernador)
- La Paz (gobernador)
- Cochabamba (gobernador)
- Córdoba del Tucumán (gobernador)
- Salta del Tucumán (gobernador)
- Moxos (gobernador)
- Chiquitos (gobernador)
- Santa Fe (comandante el teniente de gobernador)
- Corrientes (comandante el teniente de gobernador)
- Misiones Guaraníes (gobernador)
- Montevideo (gobernador y un sargento mayor)
- Maldonado (comandante)
- Fuerte de Santa Teresa (comandante)
- Colonia del Sacramento (comandante)
- Ensenada de Barragán (comandante)
- Carmen de Patagones (comandante)
- Isla y presidio de Martín García (comandante)
- Isla y presidio de la Soledad de Malvinas (comandante y un ministro)
- Fuerte de Santa Tecla (comandante, hasta 1801)

## Unidades veteranas
Los oficiales se formaban en los cuerpos de veteranos ingresando como cadetes, debiendo pertenecer a la nobleza o ser hijo de un oficial (mínimamente de una capitán) o nieto de un teniente coronel como mínimo. Los soldados de la tropa eran por lo general reclutados en España, sirviendo durante 8 años. Podían provenir de un sorteo realizado en su provincia de origen o ser voluntarios enganchados o reenganchados. Otros eran reclutados como castigo a manera de deportación, aplicándose el mismo sistema para los criollos sin ocupación conocida. Los soldados veteranos eran profesionales que recibían un salario denominado prest, se acuartelaban de forma permanente y tenían dedicación exclusiva al ejército.

### Regimientos de España de guarnición en el Río de la Plata

#### En tiempos previos al virreinato
En 1725 fueron enviados a Buenos Aires 200 infantes y 200 soldados de caballería, para sumarlos a los 389 soldados veteranos de la guarnición. En abril de 1729 llegaron a Montevideo 200 infantes de la guarnición de Cádiz (entresacados de los regimientos de Saboya, Badajoz, Valladolid, Canarias y España), junto con 29 dragones del Regimiento de Pavía, 8 oficiales y las familias canarias con las que se fundó la ciudad. En 1736 llegaron a Buenos Aires 214 dragones y 10 oficiales, que en septiembre pasaron a la guarnición de Montevideo.
El 20 de marzo de 1737 se produjo la llegada desde España a la Ensenada de Barragán, de 4 compañías con 12 oficiales, 20 sargentos y cabos y 208 soldados en total del Regimiento de Cantabria. Luego de participar del sitio de Colonia del Sacramento, en julio se situaron en Montevideo. Las cuales se fusionaron en 1743 con las 4 compañías con 184 hombres que formaban la tropa veterana de Buenos Aires. Las 8 compañías fueron conocidas como Infantería Antigua, constituyendo la guarnición fija.
Junto con el gobernador Pedro de Ceballos, en agosto y noviembre de 1756 llegaron a Buenos Aires 564 soldados de infantería, con 24 sargentos y 12 tambores. Los dragones eran 370, con 20 sargentos y 10 tambores. Los oficiales eran 2 tenientes coroneles, 9 capitanes, 10 tenientes, 4 subtenientes, un capellán y 2 cirujanos.
En 1764 fue formado en España el Batallón de Infantería de Buenos Aires, formado por una compañía de granaderos y 7 de fusileros, embarcado en noviembre de ese año hacia el Río de la Plata. El 5 de febrero de 1765 se embarcaron en España el Regimiento de Infantería de Mallorca (2 batallones con 1200 plazas), el 1.º Batallón del Regimiento de África (600 plazas) y el 2.º Batallón del Regimiento de la Corona (600 plazas). El África retornó a España antes de finalizar el año y el de la Corona expedicionó al Alto Perú y en 1767 se refundió con la Asamblea de Infantería.
En 1766 llegaron a Buenos Aires 3 compañías del Batallón de Santa Fe, creado originalmente para la Nueva Granada.
En febrero de 1771 llegó a Montevideo el 2.º Batallón del 2.º Regimiento de Cataluña (conocidos como Batallón de Voluntarios de Cataluña), junto con una compañía de artilleros. En octubre de 1771 fue creado el Regimiento de Dragones, formado por soldados de los regimientos de Mallorca y de Cataluña, de los que el resto regresaría a España en marzo de 1772. Un estado de fuerzas del 1 de febrero de 1772 señala que el Regimiento de Cataluña había transferido 261 hombres al Regimiento de Infantería de Buenos Aires, 50 al de Dragones, 9 a la Asamblea de Infantería y 10 a la de Dragones. El 2 de marzo de 1773 llegaron destacamentos de Dragones del Rey y de Dragones de la Reina, 29 soldados del Regimiento de Galicia, 25 del Regimiento de Burgos y destacamentos de los regimientos de Toledo y de la Corona, con el fin de llenar bajas en la guarnición fija.
En noviembre de 1774 llegó a Buenos Aires el Regimiento de Infantería de Galicia (1200 plazas, 30 soldados destacados en Malvinas en 1775), que permaneció hasta 1778, cuando fue relevado por las unidades que quedaron de guarnición en el Río de la Plata llegadas con Ceballos: el Batallón n.º 2 del Regimiento de Saboya (con 557 soldados de tropa), al mando del teniente coronel Antonio Olaguer Feliú, 4 compañías del Cuerpo de Dragones de Almansa (con 232 soldados de tropa, llamados Dragones de la Expedición y luego Dragones de Montevideo) y 47 artilleros del Real Cuerpo de Artillería. 160 soldados del Regimiento de Zamora fueron destinados a reforzar el fijo de infantería en 1778. En 1780 el Saboya abandonó Montevideo y participó en la expedición al Alto Perú, regresando a España el 9 de febrero de 1782.

#### Expedición de Ceballos de 1776 e instauración del virreinato
El teniente general Pedro de Ceballos fue nombrado virrey interino del Río de la Plata y partió de Cádiz el 13 de noviembre de 1776 como comandante general de una gran flota destinada a expulsar a los portugueses de la región de Río Grande del Sur, Colonia del Sacramento y de la isla Santa Catalina.
El 22 de febrero de 1777 la expedición desembarcó tropas en la isla Santa Catalina, rindiéndose los portugueses el 5 de marzo, los cuales fueron remitidos a Río de Janeiro junto con el gobernador de la isla el 14 de marzo. Tras dejar una guarnición de catalanes en la isla al mando del brigadier Juan Waughan y al teniente coronel Juan Roca como gobernador, el 28 de marzo la flota se dirigió a Río Grande, sin poder desembarcar por el clima continuaron hacia Montevideo, a donde llegaron el 20 de abril de 1777. El 4 de junio se rindió el gobernador portugués de Colonia del Sacramento. Luego de avanzar hasta la Fortaleza de Santa Teresa, el 4 de septiembre Ceballos ordenó el cese de hostilidades, tras el acuerdo entre las coronas de España y Portugal. Vértiz logró que 930 soldados y oficiales de la expedición permanecieran voluntariamente en el Río de la Plata, engrosando las unidades fijas. El resto regresó a España con Ceballos en 1778.

#### En tiempos del virreinato
El 22 de agosto de 1778 fue embarcado en el puerto de Ferrol para Montevideo y Maldonado el Regimiento de Infantería de Navarra, con 1188 plazas.
En marzo de 1784 llegaron a Montevideo los 2 batallones del Regimiento de Infantería de Burgos procedentes de España, con la misión de relevar a las tropas dejadas por Ceballos. Este regimiento retornó a España en el invierno de 1790 sin ser relevado por nuevas unidades provenientes de España, parte de él formó el 3.º Batallón del Regimiento de Infantería de Buenos Aires. Junto al Burgos llegaron 347 vagos reclutados para engrosar los regimientos fijos de Buenos Aires.
En Cádiz funcionaba la bandera general de América para el reclutamiento de voluntarios, pero una real cédula en 1783 autorizó al virrey a crear una bandera de reclutamiento en La Coruña (Galicia), para recibir voluntarios para los regimientos de Infantería y Dragones de Buenos Aires. En 1802 los Dragones tuvieron otra bandera en Málaga.
En octubre de 1806 la guarnición de Buenos Aires contaba con 1329 soldados veteranos, habiendo sido remontados los cuerpos con soldados criollos.

### Refuerzos españoles a la plaza situada en Montevideo
Luego de producida la Revolución de Mayo en 1810, Montevideo permaneció bajo control realista hasta 1814, recibiendo refuerzos de España. Estas unidades fueron diezmadas durante el sitio, permaneciendo hasta la rendición de la ciudad cuando sus restos (1200) fueron conducidos prisioneros a Buenos Aires y 800 de sus soldados incorporados a la fuerza al Ejército Argentino para ser enviados a Jujuy, en donde se sublevaron.
El 16 de febrero de 1812 llegó a Montevideo el 3.º Batallón del Regimiento de León, con 400 plazas. En 1813 llegaron a Montevideo unos 60 hombres sobrevivientes de un naufragio pertenecientes al 2.º Batallón del Regimiento de Albuera, procedentes de Santa Marta. En mayo de 1812 4 compañías del Regimiento de Voluntarios de Madrid (447 hombres) fueron embarcadas para Montevideo.
El 23 de agosto de 1813 arribó a Montevideo una expedición que transportaba entre 2200 y 2400 hombres, formada por el Regimiento de Lorca (820 plazas), el 2.º Batallón del Regimiento de América (852 plazas), una compañía del Regimiento de Voluntarios de Sevilla, un escuadrón de Granaderos a Caballo de Galicia (o del IV Ejército, 184 plazas) y un contingente de artillería (300 plazas).

### Regimiento de Infantería de Buenos Aires
La infantería veterana estaba representada por el Regimiento de Infantería de Buenos Aires, denominado generalmente como Regimiento Fijo de Infantería. Estaba en su mayoría conformado por españoles, pero los criollos igualmente gozaban de los mismos beneficios y privilegios que los soldados españoles.
En diciembre de 1768 fue formado por el gobernador Bucarelli el Batallón de Infantería Antigua de Buenos Aires, con la tropa correspondiente a las 8 compañías y cuatro piquetes sueltos fijos (de la tropa antigua) en esta provincia. Por la real orden de 26 de abril de 1771, efectivizada el 1 de abril de 1772, fue creado el Regimiento de Infantería de Buenos Aires al fusionarse el Batallón de Infantería de Buenos Aires (llamado moderno) con el Batallón de Infantería Antiguo de Buenos Aires (llamado antiguo) y el Batallón de Santa Fe. Parte del Regimiento de Mallorca y de los Voluntarios de Cataluña se integraron al regimiento totalizando un efectivo de 1377 plazas.
El rey envió a Buenos Aires 161 hombres que arribaron en abril de 1773 para completar el regimiento.
También el fijo contó con guarniciones destacadas en Montevideo, en el Fuerte San Miguel, en la Fortaleza de Santa Teresa, Córdoba, Santa Fe, Maldonado, islas Malvinas, isla Martín García, Fuerte de Santa Tecla y la costa patagónica. Tres compañías del regimiento concurrieron a la campaña contra Túpac Amaru II en 1781 y quedaron como guarnición en Salta, Oruro, Potosí y Chuquisaca hasta 1805. Su jefe era un coronel y estaba constituido generalmente por dos batallones, el primero de los cuales estaba al mando del coronel y el segundo de un teniente coronel, quien era a su vez subjefe del regimiento. Cada batallón se componía de 8 compañías de fusileros y una de granaderos. En agosto de 1789, el Fijo pasó a tener tres batallones formados por siete compañías cada uno, al formarse el 3.º Batallón con soldados del Regimiento de Infantería de Burgos y del 2.º Batallón del Regimiento de Infantería de Extremadura que se quedaron al retornar estos a España. Tenía un efectivo orgánico de 2065 hombres, pero en agosto de 1802 se había reducido a 876 hombres. En 1803 los comandantes eran el coronel Félix de Iriarte, el teniente coronel Pedro de Arze y el teniente coronel José Ignacio de Merlos. El fusil y la bayoneta eran sus armas características.
Su uniforme contaba de casaca, chupa y calzón azules, vuelta y collarín encarnados, botón blanco.

### Regimiento de Dragones de Buenos Aires
La caballería veterana estaba representada por dos cuerpos militares, los Blandengues y el Regimiento de Dragones de Buenos Aires o Regimiento Fijo de Caballería, que se dividía en 4 escuadrones, cada uno de los cuales tenía 3 compañías. Su jefe era un coronel, secundado por un teniente coronel, quien era jefe del segundo escuadrón y de una de sus compañías. Dado que podían combatir montados o a pie, sus armas eran la carabina, la bayoneta, la espada y la pistola.
En 1744 existía en Buenos Aires un cuerpo de dragones compuesto por 8 compañías con 77 plazas cada una.
Creado como Regimiento Provisional de Dragones de Buenos Aires en 1770, fue reorganizado en 1772. Parte del Regimiento de Mallorca y de los Voluntarios de Cataluña se integraron al regimiento. Para 1774 había en Buenos Aires 8 compañías de dragones con 77 hombres cada una, totalizando 516 plazas. En 1803 su comandante era el brigadier José Ignacio de la Quintana, secundado por el coronel Manuel Gutiérrez y el sargento mayor coronel José María Calazeyte.
Su uniforme constaba de casaca, capa y mantilla azules, chupa, calzón, y vuelta encarnadas con una pequeña solapa azul en la chupa, botón dorado.

### Blandengues
Existían 3 cuerpos de blandengues independientes entre sí, cada uno de los cuales era una unidad veterana.

#### Buenos Aires
El Cuerpo de Blandengues de la Frontera de Buenos Aires fue inicialmente creado para la defensa de la frontera contra los indígenas. En 1752 el Cabildo de Buenos Aires estableció el ramo de guerra para solventar con un gravamen a la exportación de cueros tres compañías que creó con milicianos asalariados de servicio permanente, denominadas: Valerosa, situada entre Luján y la Guardia de Luján (Mercedes); Invenzible para Salto, y Atrevidos para la Laguna de los Lobos, situada luego en el Zanjón (pago de Magdalena), posteriormente denominada Conquistadora. En 1779 pasaron a Chascomús, Monte y Rojas. En 1780 las 6 compañías existentes de 94 plazas cada una, fueron agrupadas en un cuerpo, elevado a clase veterana mediante la real orden de 5 de julio de 1784. En 1783 fue asentado en Ranchos. Sus armas eran la carabina y la espada o el sable. Custodiaban la frontera de Buenos Aires, de casi 900 km, en la que guarnecían los 6 fuertes y guardias de la frontera (Fuerte de San Juan Bautista de Chascomús, Guardia de Nuestra Señora de los Ranchos, Guardia de San Miguel del Monte, Guardia de San José de Luján, Guardia de San Antonio del Salto, Guardia de San Francisco Rojas), mientras que las milicias custodiaban los 5 fortines intermedios: Fortín de San Pedro de los Lobos, Fortín de San Lorenzo de Navarro, Fortín de San Claudio de Areco, Fortín de Nuestra Señora de Mercedes y Fortín de Nuestra Señora del Rosario de Melincué.
Cada compañía tenía un capitán, un teniente, un alférez, un capellán, 4 sargentos, un tambor, 8 cabos, 2 baqueanos y 85 soldados. En 1803 el sargento mayor comandante era el coronel de milicias Nicolás de la Quintana y el segundo comandante el teniente coronel de milicias Antonio de Olavarría.
Su uniforme contaba de casaca corta azul, vuelta, collarín, solapa y calzón encarnados, botón blanco con un galón estrecho en el collarín.

#### Santa Fe
Una unidad independiente era la Compañía de Blandengues de la Frontera de Santa Fe, que trazaba sus orígenes a dos compañías milicianas de 50 hombres creadas en esa ciudad en 1726. Esas compañías se mantuvieron hasta que fueron reformadas en 1799 por el virrey Arredondo, quien ordenó formar en Santa Fe de las dos compañías de Blandengues provinciales una unidad veterana independiente denominada Compañía de Blandengues de la Frontera de Santa Fe, con 93 plazas, más un capitán, un ayudante mayor, un teniente, un alférez, 2 sargentos, un tambor y 4 cabos. El uniforme era el mismo que el de los blandengues de Buenos Aires.

#### Montevideo
Por real orden de 12 de mayo de 1797, el rey Carlos IV aprobó la creación del Cuerpo de Blandengues de la Frontera de Montevideo. El 23 de septiembre de ese año, fue constituido el regimiento, siendo nombrado el 6 de octubre su primer comandante, el sargento mayor Cayetano Ramírez de Arellano, esta unidad se constituyó con 8 compañías de 100 plazas cada una, todas a cargo de un sargento mayor comandante.
Su uniforme constaba de casaca corta y calzón azules, vuelta, collarín, solapa y chupa encarnados, botón dorado, con un galón estrecho en el collarín.

### Real Cuerpo de Artillería
La artillería veterana dependía del Real Cuerpo de Artillería (creado en España en 1710), solo tuvo dos compañías de 150 hombres cada una en el virreinato, una en el Fuerte de Buenos Aires y otra en Montevideo. Piquetes de esas compañías se hallaban en Maldonado, Colonia del Sacramento, Fortaleza de Santa Teresa, Fuerte de San Miguel y en la costa patagónica. En 1803 el comandante general era el coronel Francisco Orduña y el ayudante mayor el teniente coronel Francisco Javier de Reyna.
Dependían del Real Cuerpo de Artillería compañías milicianas que secundaban a los veteranos.
En 1796 fue organizada la artillería volante o de a caballo (aunque era preferida la mula como transporte). Las
baterías constaban de cañones de hasta un calibre de 8 libras y obuses de 6 pulgadas. Se agrupaban en divisiones de tren volante, generalmente formadas por 4 cañones y dos obuses. Existían también morteros y pedreros.
Su uniforme era el mismo que el del Real Cuerpo de Artillería de España.
En Buenos Aires y en Montevideo existían los Cuerpos Políticos de la Artillería, compuestos cada uno de un contralor (en Montevideo un ayudante de contralor), un guardaalmacén, un ayudante de guardaalmacén y un maestro mayor de montajes.

### Real Cuerpo de Ingenieros
No existieron tropas del arma de ingenieros en el virreinato, pero sí había oficiales de esa especialidad que integraban el Real Cuerpo de Ingenieros (creado en España el 17 de abril de 1711 cuando lo aprobó el rey). El 3 de julio de 1702 llegó a Buenos Aires con el gobernador Alonso Juan de Valdés e Inclán el primer ingeniero militar al Río de la Plata, José Bermúdez de Castro. En junio de 1717 llegó el ingeniero Domingo Petrarca con el gobernador Bruno Mauricio de Zabala. Al morir en 1736 soló fue reemplazado en 1740 por el ingeniero Diego Cardozo del Espino. En 1731 existían solo 4 oficiales del cuerpo en todo el Virreinato del Perú (2 en Lima, 1 en Chile y 1 en Buenos Aires). En 1768 el rey promulgó la Ordenanza General del Ejército que reorganizó al Real Cuerpo de Ingenieros como un arma separada. Con Ceballos llegaron 11 ingenieros en 1776.
El 28 de enero de 1803 asumió Bernardo Lecocq la comandancia de ingenieros del Río de Plata. Al momento de las Invasiones Inglesas había en el Río de la Plaza una sección compuesta de 8 ingenieros dependiente de la Dirección General de Ingenieros de España y cuya función era proyectar fortificaciones y supervisar su construcción. Su comandante era un subinspector.

### Asamblea de Infantería
La Asamblea de Infantería fue creada en 1764 y estaba compuesta de un sargento mayor, cuatro ayudantes mayores y un número de sargentos, cabos, pífanos y tambores destinados a instruir a las milicias de infantería. Su uniforme constaba de casaca azul, chupa, calzón y collarín encarnado con galón de oro en la chupa y botón dorado.

### Asamblea de Caballería
La Asamblea de Caballería fue creada en 1764 y estaba compuesta de un sargento mayor, cuatro ayudantes mayores y un número de sargentos, cabos, clarines y tambores destinados a instruir a las milicias de caballería. Su uniforme constaba de casaca y capa azul, chupa, calzón y collarín encarnado, solapa en la casaca y galón de oro en la cimpa, botón dorado. A los suboficiales reunidos de las asambleas de infantería (mayoría) y caballería se los llamaba Compañía de Sargentos y Cabos, usaban un mismo uniforme.

### Asamblea de Dragones
La Asamblea de Dragones fue creada por Ceballos en 1766 al llegar dragones veteranos de España para instruir a las milicias de Dragones Provinciales establecidas ese año. Desapareció con las reformas de Vértiz entre 1778 y 1779 al ser disuelto el cuerpo de Dragones Provinciales. Sus efectivos pasaron al Regimiento de Dragones y al Cuerpo de Blandengues.

### Real Cuerpo de Inválidos
Existía también en Buenos Aires el Real Cuerpo de Inválidos con 500 hombres. Desde abril de 1781 fue instalado en Colonia del Sacramento reemplazando a los soldados del Regimiento de Infantería de Buenos Aires. Eran veteranos mutilados nacidos o casados en el Río de la Plata o que estaban imposibilitados de regresar a España. Se los consideraba un cuerpo veterano, aunque en tiempos de paz estaban exentos del servicio activo y solo eran útiles para tareas sedentarias, excepto algunos de ellos que podían ser ocupados como auxiliares de arsenales, custodios o para el servicio de policía. En 1803 eran 493, contando oficiales, sargentos, cabos y soldados, distribuidos en Buenos Aires y su frontera, Colonia, Montevideo y Maldonado, a cargo de un sargento mayor. Para 1807 eran casi 600 y estuvieron en la guarnición de la fortaleza y otros puntos de la ciudad de Buenos Aires durante la defensa.

### Creación de las unidades fijas de Buenos Aires
A principios de 1771 la guarnición veterana de Buenos Aires contaba con un total de 3151 hombres:
- Regimiento de Infantería de Mallorca: 978 hombres
- Batallón de Cataluña: 406 hombres
- Batallón de Tropa Antigua de Buenos Aires: 526 hombres
- Batallón Moderno de Buenos Aires: 424 hombres
- Batallón de Santa Fe: 166 hombres
- Regimiento de Dragones: 507 hombres
- Compañía de Artilleros: 144 hombres

La real orden de 26 de abril de 1771 ordenó crear 3 unidades veteranas fijas en la guarnición de Buenos Aires, lo que se efectivizó en 1773:
- Regimiento de Infantería de Buenos Aires: creado por la fusión del Batallón de Tropa Antigua, el Batallón Moderno de Buenos Aires y el Batallón de Santa Fe.
- Regimiento de Dragones de Buenos Aires: creado por la fusión del Regimiento de Infantería de Mallorca, el Batallón de Cataluña y un refuerzo llegado de España.
- Compañía de Artillería de Buenos Aires: creada con los sobrantes de distintas unidades y con la Compañía de Artilleros.

## Comandancia de Marina del Río de la Plata
A causa de la expedición de Juan Ignacio de Madariaga a las islas Malvinas, en 1769 se dispuso que una corbeta basada en Montevideo relevase anualmente a otra en las Malvinas, creando de hecho una estación naval en Montevideo, que a partir del 1 de abril de 1773 quedó al mando del capitán de navío Juan Antonio Camino.
El Apostadero Naval de Montevideo fue creado por real orden de Carlos III del 9 de agosto de 1776. Su jurisdicción comprendía la cuenca del Plata y el Atlántico Sur. La real orden dispuso que con base en Montevideo dos fragatas de guerra se turnasen en la vigilancia de las costas de las posesiones españolas sujetas a su jurisdicción. El 26 de noviembre de 1776 una real cédula dispuso que los barcos procedentes de España con destino al océano Pacífico debían ser registrados en Montevideo, relevando de esa función a la Aduana de Buenos Aires. El 2 de febrero de 1778 el capitán de navío Gabriel Guerra asumió como comandante del apostadero. El 12 de octubre de 1778 el Reglamento de Libre Comercio habilitó al comercio los puertos de Buenos Aires y Montevideo, trasladándose a esta última el 10 de febrero de 1779 las funciones de la Aduana de Buenos Aires. En 1781 se creó el cargo de comandante del resguardo de Montevideo. El 1 de marzo de 1784 asumió la comandancia el capitán de navío Francisco de Idiáquez Borja, que falleció el 5 de mayo de 1785. Interinamente ejercen los capitanes de fragata Santiago de Hezeta y por 4 días Ramón de Clairac (desde el 31 de mayo de 1786, pues estaba en Malvinas) hasta que el 4 de junio de 1786 asumió el capitán de navío Antonio Basurto. El 22 de febrero de 1789 asumió el capitán de navío José de Orozco. El 18 de abril de 1792 asume como comandante el brigadier Antonio de Córdova. El 3 de marzo de 1795 arribó a Montevideo el nuevo comandante, capitán de navío José Adorno. El 11 de febrero de 1797 el brigadier José de Bustamante y Guerra asumió como gobernador político y militar de Montevideo y comandante general de los bajeles en el Río de la Plata. El 11 de enero de 1804 asumió el brigadier Pascual Ruiz Huidobro como gobernador político y militar y comandante del apostadero. En febrero de 1807 el capitán de navío Santiago de Liniers asumió interinamente como comandante del apostadero al estar Ruiz Huidobro prisionero de los británicos, quedando el capitán de fragata Joaquín Ruiz Huidobro al frente de la estación naval de Montevideo. Luego de que los jefes de Montevideo rechazaran el nombramiento por Liniers del capitán de navío Juan Ángel Michelena como gobernador y comandante del apostadero, el 20 de octubre de 1808 parte de los oficiales navales se trasladan a Buenos Aires, siendo recogidos en Colonia por los místicos San Felipe y Conquista. El capitán de fragata Bernardo de Bonavía quedó al mando de la fracción de la Armada en Montevideo nombrado por Elío. El 30 de junio de 1809 arribó a Montevideo junto con el virrey Cisneros el nuevo comandante del apostadero, capitán de navío José María Salazar. En enero de 1812 asumió interinamente la comandancia el capitán de navío Miguel de la Sierra. El 23 de junio de 1814 es arriada la bandera española en el apostadero de Montevideo al rendirse la ciudad, poniendo fin a su existencia.
La Real Armada estaba al mando de un comandante, secundado por un ayudante de órdenes, un ministro y dos capitanes de puerto (uno en Buenos Aires y el otro en Montevideo). El comandante era: jefe de la escuadra de la Real Armada, comandante general de Marina, presidente de la Junta de Marina, inspector de la tropa de Marina, de la Escuela Náutica, de matrículas, arsenal, presas y naufragios, comandante principal de correos marítimos y demás ramos navales. El apostadero principal de la flota y sede del comandante se situaba en Montevideo. El comandante era ayudado por un asesor y un escribano.
La Secretaría de la Comandancia General de Marina estaba a cargo de un ayudante secretario, auxiliado por un pilotín, un bombardero de brigada, un portero y un intérprete de lenguas.
La Mayoría estaba a cargo de un oficial de órdenes auxiliado por un escribiente.
La Junta de Apostadero tenía como presidente al comandante general, con cuatro vocales, un asesor y un secretario.
La Comandancia Militar de Matrícula de Montevideo tenía un comandante y un ayudante, siendo su asesor y su escribano los mismos que los de la comandancia.
En 1802 la flota estaba formada por:
- Fragata Medea: de 40 cañones
- Corbeta Descubierta: de 20 cañones
- Corbeta Atrevida: de 20 cañones
- 21 lanchas cañoneras
- 4 lanchas obuseras

Para el servicio fluvial y de la costa patagónica se empleaban:
- Bergantín Nuestra Señora del Carmen y Ánimas
- Bergantín San Julián (llamado también Gálvez)
- Bergantín Nuestra Señora del Carmen y San Antonio
- Bergantín Belén
- Dos faluchos y tres místicos hacían el servicio de correos entre Colonia y Buenos Aires.[19]

## Partidarios de la Frontera
Los partidarios eran milicianos a sueldo que cubrían de manera profesional la defensa de las fronteras indígenas de la gobernación del Tucumán, heredadas luego por la intendencia de Salta del Tucumán y la intendencia de Córdoba del Tucumán. Componían las guarniciones de los fuertes y fortines de la frontera del Gran Chaco y la del sur de Córdoba. La profesionalización de los defensores de la frontera fue establecida hacia 1740 por el gobernador teniente coronel Juan de Santiso y Moscoso, quien creó el impuesto del ramo de Sisa, que gravaba en tránsito de mercaderías por los caminos reales, para pagar los sueldos de los partidarios.
En 1745 el gobernador Juan Alonso Espinosa de los Monteros formó 4 compañías con 50 partidarios cada una, quedando al mando de un maestre de campo. Otra compañía fue formada en la frontera de Córdoba. Esta última sufrió reducciones hasta quedar solo 24 partidarios y sus dos oficiales en 1755.
En 1766 se uniformó a la tropa y fue destacado un piquete de dragones veteranos para instruir a los partidarios y milicianos en los fuertes, que hacia 1770 fue reducido a 18 hombres al mando de un cabo principal y de un alférez.
La Compañía de partidarios de la Frontera de Córdoba, con 100 plazas nominales, estaba basada en La Carlota. Utilizaba el uniforme de los blandengues de Buenos Aires y estaba a cargo de un sargento mayor veterano, que en 1803 era Simón de Gorordo.
El 9 de febrero de 1803 el virrey aprobó un reglamento que reestructurada la fuerza, creándose la Compañía de Partidarios de la Frontera de Salta con 142 plazas nominales, que incluían 3 sargentos, 6 cabos y 117 soldados partidarios y 12 cabos y 4 trompetas veteranos. Al frente de la compañía se hallaban un teniente y un alférez, comandantes de los fuertes principales de Ledesma y San Bernardo. Todas las fuerzas de la intendencia quedaron al mando de un sargento mayor veterano, a la vez comandante de la Frontera. En septiembre de 1803 los partidarios de las fronteras de Salta y de Jujuy eran 121, más un capellán para cada frontera. Formaban una compañía a cuyo mando estaba un teniente que era comandante del Fuerte de Río del Valle, secundado por un alférez, comandante del Fuerte de Pizarro. A principios de 1804 la compañía se distribuía así:
- Fuerte de Río del Valle: 1 teniente, 1 sargento, 1 cabo y 40 soldados.
- Fuerte de Pizarro: 1 alférez, 2 cabos y 40 soldados.
- Fuerte de San Luis de los Pitos: 1 sargento, 2 cabos y 12 soldados.
- Fuerte de Ledesma: 1 sargento, 1 cabo y 12 soldados.
- Fuerte de Santa Bárbara: 1 cabo y 5 soldados.

El fuerte de Río del Valle fue luego trasladado a San Bernardo, que junto con el de San Luis custodiaban la frontera de Salta. Los de Ledesma y Santa Bárbara custodiaban la de Jujuy y el de Pizarro la de San Ramón de la Nueva Orán.

## Milicias
Las milicias llegaron a estar distribuidas por todo el virreinato; al principio se formaron para contener los ataques indígenas en áreas de frontera. En 1590, una década después de la segunda fundación de Buenos Aires, se formaron las primeras milicias del Río de la Plata, integradas por:
- 1 compañía de caballería
- 1 compañía de infantería

### Milicias guaraníes
Para defender las misiones jesuíticas del ataque de los bandeirantes lusobrasileños y de indígenas no reducidos, se formaron compañías de milicias en los pueblos guaraníes que debieron mantenerse permanentemente. En 1636 el gobernador Pedro de Lugo y Navarra autorizó a las milicias guaraníes a portar armas de fuego, lográndose el triunfo contra los bandeirantes en la Batalla de Mbororé 1641. El virrey del Perú eximió a los guaraníes de la mita en 1649 en reconocimiento de su vigilancia de las fronteras.
Esas milicias fueron empleadas por los gobernadores en diversos conflictos, así como en las entradas al Chaco en persecución de los guaycurúes:
- En 1644 600 indios guaraníes fueron utilizados por el gobernador Hinestroza en su lucha contra el obispo Bernardino de Cárdenas;
- En 1649 4000 guaraníes fueron utilizados para derrocar al obispo Cárdenas. Ese año el virrey confiscó y prohibió el uso de armas de fuego por los guaraníes;
- En 1652 colaboraron en la lucha por rechazar a los bandeirantes que pretendían atacar Asunción;
- En 1676 400 milicianos guaraníes participaron en defensa de los pueblos de indios dependientes de Villa Rica, atacados por bandeirantes, siéndoles restituido el uso de armas de fuego;
- En 1680 3300 indígenas de los pueblos del río Uruguay, llamados por el gobernador José de Garro, cooperaron el 3 de agosto en la toma de la recién fundada Colonia del Sacramento. La fuerza al mando del coronel Vera y Mujica estaba integrada también por 120 milicianos de Buenos Aires, 80 de Corrientes y 60 de Santa Fe;[21]
- En 1688 volvieron a colaborar con los paraguayos en contra de los bandeirantes;
- En 1697 2000 guaraníes fueron enviados a Buenos Aires por la llegada de flotas francesas;
- En 1700 2000 guaraníes volvieron a trasladarse a Buenos Aires ante el peligro de un ataque danés;
- En 1702 2000 guaraníes, al mando del maestre de campo Alejandro Aguirre, vencieron a indígenas aliados de los portugueses;
- En 1704 4000 guaraníes concentrados en Santo Domingo Soriano, junto con 2000 milicianos de Santa Fe, Buenos Aires y Corrientes, colaboraron en la toma de Colonia del Sacramento;
- En 1724 2000 milicianos guaraníes fueron movilizados para luchar contra la Revolución de los Comuneros, siendo derrotados cerca del río Tebicuary. Luego el virrey ordenó alistar unos 6000 guaraníes que no entraron en combate;
- En 1732 7000 guaraníes fueron movilizados en previsión de una invasión comunera;
- En 1735 el gobernador de Buenos Aires, Bruno Mauricio de Zabala, recuperó el Paraguay con la ayuda de 6000 guaraníes y 100 dragones de Buenos Aires. Unos 3000 de esos guaraníes participaron en la toma de Colonia del Sacramento.[22]
- En 1761 los corregidores de 25 pueblos de Misiones respondieron al gobernador Ceballos que contaban con 8721 milicianos con escasas armas de fuego. De ellos, el pueblo de Santa Ana contaba con 1050 hombres, el de San Borja con 350 y el de San Ignacio Miní con 250.

### Guerra Guaranítica
Durante la guerra Guaranítica en mayo de 1754 el gobernador de Buenos Aires, José de Andonaegui, creó dos compañías de milicias de caballería que se disolvieron al terminar el conflicto.

### Milicias de castas
Un reporte de julio de 1664 señala que la guarnición de Buenos Aires contaba con:
- 1 compañía de mulatos de caballería de 30 hombres
- 1 compañía de negros de infantería de 47 hombres

### Campaña bonaerense
En la campaña bonaerense se estructuraron las milicias en 1762, divididas en maestrías de campo:

(...) en precaución de las invasión de los indios, la circulan doce Guardias que corren de sur a Norte y son Chascomús, los Ranchos, e Monte, los Lobos Navarro, Luján, Areco, el Salto, Rojas, Melinque, Mercedes de la Esquina, resulta que cada Maestría de Campo, debe comprender tres Guardias cuya latitud de sur a Norte, con paradas con el correspondiente frente al río de la Plata, será el todo de cada Manzana o territorio de las Maestrías relacionadas, siendo siempre el deslinde colateral de unas con otras el mismo de los curatos que en sí comprenden, y pueden distinguirse con los nombres del Maestre del campo del Sur, del Oeste, del Norte, y del Noroeste.

(...) cuatro compañías, con el nombre de Caballería Provincial compuesta de cien hombres, cuatro oficiales, a saber: Capitán, Teniente y dos Subtenientes y cinco Sargentos diez cabos y dos tambores, con ellas guardarán la parte de sus Fronteras, entre cada una al servicio vivo en alteración por un mes o más según adapte a su circunstancia, en la inteligencia de de la que halle al sueldo, destinará tres cuartas partes al servicio de las tres Guardias, y el resto lo empleará en recorrer su Comando, persiguiendo vagos, facinerosos y Auxiliando a los Alcaldes respectivos cuando solo pidan al mismo intento u otro equivalente.

En 1763 Cevallos utilizó esas milicias para colaborar en la toma de Colonia del Sacramento, Santa Teresa y Río Grande. Esas milicias eran:
- 7 compañías de caballería de los partidos de la Costa y Conchas, con 695 hombres.
- 7 compañías de caballería de Luján con 632 hombres.
- 4 compañías de caballería de los partidos de Arrecifes y Pergamino con 380 hombres.
- 3 compañías de caballería del partido de La Matanza con 220 hombres.
- 3 compañías de caballería del partido de Magdalena con 271 hombres.

En diciembre de 1799 una revista de las milicias sueltas de la campaña bonaerense determinó que estaban constituidas por:
- 14 compañías del partido de Morón, con 21 sargentos, 44 cabos y 563 soldados.
- 6 compañías del partido de Areco, con 9 sargentos, 20 cabos y 301 soldados.
- 5 compañías del partido de Arrecifes, con 9 sargentos, 14 cabos y 273 soldados.
- 6 compañías del partido de Arroyos, con 7 sargentos, 14 cabos y 421 soldados.
- 5 compañías del partido de Magdalena, con 9 sargentos, 17 cabos y 245 soldados.

Además de estas compañías estaban las cinco compañías sueltas que custodiaban los fuertes:
- 1.ª en Luján, con 4 sargentos, 8 cabos y 146 soldados.
- 2.ª en Salto/Areco, con 2 sargentos, 6 cabos y 146 soldados.
- 3.ª en Rojas, con 4 sargentos, 6 cabos y 68 soldados.
- 4.ª en Ranchos/Monte/Lobos, con 1 sargento, 2 cabos y 69 soldados.
- 5.ª en Chascomús, con 2 sargentos, 3 cabos y 36 soldados.

### Milicias de Potosí
La riqueza minera de Potosí dio lugar a la formación de varios cuerpos de milicias:
- El Batallón de Vecinos fue creado en 1739 y transformado en Regimiento de Vecinos en 1767. Estaba formado por una compañía de granaderos y 8 de fusileros. Tenía 9 sargentos 1.º, 17 sargentos 2.º, 70 cabos y 480 soldados. En 1781 fueron uniformados con casaca y calzón azules, chupa y vuelta encarnadas y botón de plata.
- La Compañía de Artillería de la Villa Imperial, creada en 1780.
- El Batallón de Forasteros, organizado como el de Vecinos, hasta 1785 utilizaba un uniforme compuesto por: casaca y calzón blancos, con chupa, vuelta y divisa encarnadas, botón de plata y galón de plata en el sombrero. En 1795 el rey modificó su uniforme.
- La Compañía del Comercio de la Villa de Potosí fue formada en 1791 y reglada en 1801.
- El Cuerpo de Milicias del Gremio de Azogueros de la Villa de Potosí tenía 5 compañías de 50 plazas cada una, a cargo de un coronel, un teniente coronel y un sargento mayor. Su uniforme data de 1795.

### Milicias urbanas
En 1755 ya existía en Buenos Aires el Batallón de Voluntarios Españoles, conocido como Batallón de Forasteros. Tenía 9 compañías en 1762 y su misión era custodiar la ciudad cuando las demás tropas salían de campaña. Otros batallones de forasteros fueron creados en Montevideo y Potosí y se formaban con españoles.
En diciembre de 1755, cuando las tropas salieron de campaña, el gobernador Andonaegui creó en Buenos Aires el Batallón de Vecinos, formado por 4 compañías de vecinos de larga data en la ciudad, cada una con un capitán, un teniente, un subteniente, 2 sargentos mayores, 4 sargentos, 4 cabos de escuadra y 94 soldados, totalizando 450 efectivos de tropa. Su uniforme era azul y plata con divisa roja. Estaba agregado al Batallón de Forasteros.

### Plan de milicias de 1765, reformas de Cevallos
Una real instrucción de 28 de noviembre de 1764 mandó establecer las milicias provinciales:

Los Gobernadores, ó Corregidores de cada Provincia tomarán una exacta razón de todos los Habitantes de ella, Nobles, Plebeyos. Españoles, Mestizos, y Mulatos; con Expresión de los Terrenos que ocupan, y según su número y Parajes formarán Batallones ó Compañías Sueltas, a proporción del número de Gente con que se hacen.

Cuando la población era suficiente para formar un regimiento de infantería de milicias con uno o dos batallones, cada uno de estos tenía nueve compañías de 75 soldados, cada una a cargo de un capitán, un teniente, un alférez y un portabanderas. Los oficiales eran el coronel, un teniente coronel (jefe del segundo batallón), un sargento mayor, dos ayudantes, uno mayor, otro segundo, un capellán y un tambor mayor.
El cuerpo de caballería y Dragones tenía 54 soldados por compañía, tres de las cuales formaban un escuadrón. El coronel mandaba el primer escuadrón, el teniente coronel el segundo y el capitán más antiguo el tercero. La jerarquía era encabezada por el coronel, el teniente coronel y por falta de ambos el sargento mayor, siguiendo luego el capitán más antiguo.
Fue enviado desde España el personal veterano necesario para constituir las tres asambleas que instruirían a las milicias: 3 sargentos mayores, 3 ayudantes, 29 tenientes y además sargentos y cabos.
El 20 de noviembre de 1764 Cevallos ordenó al comandante de San Carlos la organización de milicias en la villa, siendo formadas dos compañías de 58 hombres cada una y tres oficiales españoles.
En cumplimiento de la real instrucción, el gobernador de Buenos Aires, Pedro de Cevallos, el 15 de diciembre de 1765 creó:
- Regimiento Provincial de Caballería de Buenos Aires: el comandante debía ser un vecino, el sargento mayor y el ayudante mayor eran veteranos. Se formaron 8 escuadrones con 24 compañías (2 de ellas de carabineros). Cada compañía tenía: un capitán (vecino), 2 tenientes (uno veterano), un alférez, 3 sargentos (uno veterano), 4 cabos (uno veterano) y 43 soldados. Su efectivo orgánico era de 1200 plazas, pero no pasaba de 1000 en general y para 1771 eran 865.

Su uniforme constaba de casaca azul, vuelta, solapa y collarín encarnado, chupa y calzón blanco, y galón de plata en el collarín y botón blanco.
- Regimiento Provincial de Infantería de Buenos Aires, también conocido como Batallón de Españoles de Buenos Aires. Estaba compuesto por españoles residentes en la ciudad. Tenía 8 compañías de fusileros y una de granaderos, totalizando 800 hombres. Cada compañía tenía: un capitán, dos tenientes, un subteniente, 3 sargentos, un tambor, 6 cabos primeros, 6 cabos segundos y 74 soldados (la compañía de granaderos tenía 64 soldados). La plana mayor del batallón tenía: un comandante (un vecino de la ciudad, jefe de la primera compañía), un ayudante mayor y un tambor mayor (ambos veteranos). En tiempos de guerra se le agregaban un capellán y un cirujano.

Su uniforme constaba de casaca azul, vuelta, solapa y collarín encarnado, chupa y calzón blanco, galón de oro en el collarín, botón dorado.
- El Cuerpo de Castas no tenía instructores veteranos ni cuadros orgánicos, eran empleados en servicios:
  - Cuerpo de Negros Libres de Buenos Aires: 3 compañías de infantería con 27 oficiales y 150 soldados.
  - Cuerpo de Indios Guaraníes de Buenos Aires: 6 compañías de caballería con 300 hombres en total.
  - Cuerpo de Pardos de Buenos Aires: 8 compañías de caballería con un total de 24 oficiales y 400 soldados.
  - Cuerpo de Indios Ladinos de Buenos Aires: 6 compañías de caballería con indígenas que hablaban castellano, con un total de 300 hombres.

- Compañía de Artillería Provincial de Buenos Aires: con 2 tenientes, 2 alféreces, 4 sargentos, 8 cabos y 88 soldados. Todos milicianos.
- Compañía de Maestranza Provincial de Buenos Aires: con un capitán, un teniente, un alférez, 2 sargentos, 3 cabos y 55 soldados. Todos milicianos.

Una vez llegado el personal veterano de dragones con el que se constituyó la Asamblea de Dragones, a principios de 1766 creó el Cuerpo de Dragones Provinciales de Buenos Aires en la campaña.
Compañías de milicias fueron establecidas en Magdalena, Matanza, Areco, Cañada Honda, Arrecifes y Pergamino.
El 14 de mayo de 1763 el virrey del Perú dictó el Plan de Milicias: su establecimiento y necesidad, que estableció las bases de las milicias en el virreinato, mandando establecerlas en Charcas y La Paz. El virrey del Perú, Manuel de Amat y Juniet, en cumplimiento de la real cédula de 24 de agosto de 1765, dictó un Reglamento para las milicias del Perú el 31 de agosto de 1766. El reglamento organizaba a todos los habitantes en compañías milicianas integradas en batallones y regimientos provinciales.
Posteriormente, hasta 1771, fueron establecidos otros cuerpos de milicias:
- Compañías de Montevideo: de infantería, formadas por 180 comerciantes.
- Compañías del Campo de Montevideo: con 600 hombres de caballería.
- Compañías de Santa Fe y su jurisdicción: con 1524 hombres de caballería.
- Compañías de Corrientes: con 500 hombres de caballería.
- Compañías de Santo Domingo Soriano, Víboras y Rosario: con 300 hombres de caballería.

### Plan de milicias de 1772
El 15 de marzo de 1772 el gobernador de Buenos Aires, Juan José de Vértiz y Salcedo, efectuó modificaciones en las milicias, entre ellas, el Regimiento Provincial de Caballería de Buenos Aires pasó a estructurarse en 4 escuadrones con un total de 12 compañías. La edad mínima de los milicianos fue establecida en los 16 años.

#### Milicias creadas en la gobernación del Tucumán en 1772
El gobernador del Tucumán, Gerónimo Matorras, creó nuevas unidades milicianas en 1772:
- Regimiento de Nobleza de toda la Provincia, el coronel era el gobernador. Tenía además un teniente coronel y un sargento mayor.
- Regimiento de Infantería de Salta
- Regimiento de Caballería de Cobos
- Regimiento de Caballería de San Carlos
- Regimiento de Córdoba
- Regimiento de El Tío
- Regimiento del Sauce
- Regimiento de Traslasierra
- Regimiento de San Miguel del Tucumán
- Regimiento de los Sotelos (en Tucumán)
- Regimiento de Santiago del Estero
- Regimiento de Jujuy.

### Creación del virreinato, las reformas de Vértiz
El primer virrey del Río de la Plata, Pedro de Cevallos recibió el encargo real de:

(...) es preciso sacar todo el partido posible de sus propias fuerzas y recursos, os encargo que procuréis levantar todas las milicias que puedan formarse en las provincias de vuestro mando (...)

Cevallos dispuso el alistamiento obligatorio de todos los hombres aptos estantes y habitantes mayores de 16 años que habitaran en la campaña bonaerense.
El virrey Vértiz dispuso varias modificaciones, dejando organizadas las milicias que casi no variaron en su organización hasta 1801:
- En 1779 seleccionó personal del extinguido Regimiento Provincial de Caballería de Buenos Aires, de 24 compañías, para formar el Regimiento de Caballería de Milicias de Buenos Aires, con 3 escuadrones de a 4 compañías de acuerdo a la organización oficial del arma.
- En 1779 transformó las Compañías de Montevideo en el Batallón de Infantería de Milicias de Montevideo, con 8 compañías de fusileros y una de granaderos.
- En marzo de 1780, sobre la base del Batallón de Españoles de Buenos Aires, creó el Regimiento de Infantería de Milicias de Buenos Aires, con 2 batallones de 9 compañías cada uno.

#### Reglamento de Milicias de 1781
El 24 de octubre de 1780 Vértiz elevó al rey un reglamento que consideraba miliciano a todo individuo robusto y dispuesto para el servicio, sin excepción de persona alguna de una misma familia, salvo el hijo que sea sostén de madre viuda. El reglamento fue aprobado mediante una real orden de 15 de marzo de 1781. Los milicianos continuaron siendo separados por castas. La frontera de Buenos Aires quedó al mando de un comandante, un subinspector de milicias y 3 ayudantes mayores basados en Luján, San Miguel del Monte y Salto.
- En 1781 sobre la base de las Compañías del Campo de Montevideo, creó el Regimiento de Caballería de Milicias de Montevideo, con 4 escuadrones de a 4 compañías.
- Creó el Cuerpo de Milicias de Caballería de la Campaña de Buenos Aires con 45 compañías sueltas, establecidas de manera irregular de acuerdo a las posibilidades de cada lugar, con unos 2300 hombres. En 1797 aumentó a 59 compañías.
- Extinguió el Cuerpo de Dragones Provinciales de Buenos Aires, los veteranos (Asamblea de Dragones) que estaban en él, pasaron a los cuerpos de Dragones y de Blandengues.
- La Compañía de Artillería Provincial de Buenos Aires elevó sus plazas a 100 soldados y creó otra compañía en Montevideo con 150 soldados.
- Por la real cédula de 7 de octubre de 1783, el Cuerpo de Blandengues de la Frontera de Buenos Aires pasó a tener 6 compañías de 100 hombres cada una, y el 3 de julio de 1784 pasó a ser un cuerpo de veteranos.
- El 12 de mayo de 1783 Vértiz ordenó la reestructuración de los regimientos de milicias de La Paz.
- Organizó también milicias de castas, mientras que en otras ciudades, especialmente Santa Fe, Córdoba y Corrientes, fueron organizados regimientos de milicias.
- Durante su gobierno, Vértiz hizo trasladar el Fuerte del Zanjón a Chascomús, fundó las guardias de San Miguel del Monte y de Rojas, e hizo construir los fortines de Ranchos, Lobos, Navarro y Areco.

### Milicias existentes hacia la década de 1780
- En Buenos Aires:
  - Regimiento de Infantería de Milicias de Buenos Aires, con 2 batallones con 18 compañías.
  - Regimiento de Caballería de Milicias de Buenos Aires, con 4 escuadrones con 12 compañías.
  - Compañía de Artillería Provincial de Buenos Aires
- En Montevideo:
  - Batallón de Infantería de Milicias de Montevideo, con 9 compañías.
  - Regimiento de Caballería de Milicias de Montevideo, con 4 escuadrones con 12 compañías.
  - Compañía de Artillería Provincial de Montevideo
- En la Campaña de Buenos Aires:
  - 45 compañías de caballería, cada una al mando de un sargento mayor no veterano.
- En la ciudad de Córdoba:
  - Regimiento de Caballería Provincial de Córdoba, con 12 compañías, cada una de 150 españoles.
  - Batallón de Pardos de Córdoba, con 8 compañías de fusileros y una de granaderos.
- En el distrito del Sauce (partidos de Río Tercero y Calamuchita):
  - Regimiento de Caballería.
- En el distrito del Tío (Río Segundo y Fuerte de San Carlos del Tío):
  - Regimiento de Caballería.
- En el distrito de Río Seco:
  - Dos Regimientos de Caballería.
- En Mendoza:
  - Compañía de Infantería.
  - 15 compañías de caballería.
  - Compañía de Artillería.
- En San Juan:
  - Compañía de Infantería.
  - 17 compañías de caballería.
- En San Luis:
  - Compañía de Infantería.
  - 18 compañías de caballería.
- En La Rioja:
  - 22 compañías de caballería.

Además de otras milicias en el resto del virreinato.

### Clasificación de las milicias
La real orden de 22 de agosto de 1791 estableció la siguiente clasificación:
- Milicias disciplinadas o regladas: aquellas que tenían una plana mayor veterana y una asamblea reglada con su correspondiente régimen.
- Milicias urbanas: las que no cumplían con los requisitos de las regladas. Correspondían a ciudades, villas y parajes poblados.
- Milicias provinciales: correspondientes a una provincia, de la cual no debían salir.

### Paraguay
Entre 1778 y 1881 el gobernador del Paraguay Pedro de Melo de Portugal, creó 3 regimientos y varias compañías sueltas.
En 1790 el gobernador intendente del Paraguay, Joaquín de Alós y Brú organizó las milicias de esa provincia en cuatro regimientos, con un total de 2.884 hombres:
- Regimiento de Dragones de Quyquyhó: después renombrado como de Tebicuary. Custodiaba las guardias y presidios de: Lambaré, San Antonio, Villeta, Angostura, Macaiprá, Ñundiay, Naranjay, y otros. Tenía además la misión de cubrir hasta 40 leguas del río Paraguay frente al Chaco.
- Regimiento de Dragones del Tapúa: junto con el anterior fueron fusionados en 1798 y debían guarnecer los fuertes y fortines de costa abajo y costa arriba de Asunción. Tenía además como misión, custodiar 20 leguas del río Paraguay frente al Chaco.
- Regimiento de Dragones de Asunción: situado en la capital, acompañaba al gobernador cuando salía de esta
- Regimiento de Dragones de la Cordillera, de 12 compañías (estaba distribuido entre las guardias de: Manduvirá, Ypytá, Urundey-Yurú, Yacaví, Cuarepotí, Pedernal, Ycuamandiyú, etc.)

Todos estaban constituidos por 4 escuadrones y 12 compañías con 44 oficiales, a excepción del de Asunción que solo tenía 3 escuadrones y 9 compañías, con 33 oficiales. Cada compañía constaba de 61 plazas, además de dos oficiales, dos sargentos y dos cabos.
Existía además en Asunción un Batallón de Infantería con 568 plazas y una compañía de artillería con 70.
Hacia 1779 había 11 fuertes y guardias con artillería en la costa alta del río Paraguay y 13 en la costa baja, es decir al norte y al sur de Asunción.

### Intendencia de Córdoba del Tucumán
Al dejar el gobierno de la intendencia de Córdoba del Tucumán a fines de 1797, el gobernador Rafael de Sobremonte escribió una memoria a su sucesor, en la que se pueden ver los siguientes datos:
- Comandancia de la Frontera de Córdoba: con sede en el Fuerte de La Carlota, su comandante era el capitán de caballería Simón de Gorordo. En su dependencia, sobre el río Cuarto, se hallaban los fortines de: del Pilar, San Carlos, La Reducción, San Fernando, La Concepción y el Fuerte de Santa Catalina con su dependiente el fortín de San Fernando. En la frontera de San Luis se hallaban el fortín de San Rafael de Loboy, el fuerte de la Asunción y el de las Tunas y el fortín de Loreto. El Regimiento de Milicias de Caballería del Sauce, a cargo del comandante de La Carlota, se hallaba distribuido entre los fuertes y fortines con una compañía de 100 hombres. Además tenía compañías al mando de 2 sargentos mayores en los partidos de Río Tercero y Calamuchita. El fuerte de San Rafael del Saladillo se hallaba más al norte.

- El Regimiento de Milicias de Caballería de Córdoba constaba de 12 compañías de 50 hombres cada una, repartidas en la ciudad, las chacras cercanas, la falda de San Vicente y Río Primero. Su comandante era el sargento mayor Ambrosio Funes.

- El Batallón de Pardos con 8 compañías de fusileros y una de granaderos se hallaba en la ciudad de Córdoba.

- El Regimiento de Milicias de Caballería del Tío estaba compuesto de las compañías de Río Segundo Arriba, Río Segundo Abajo. Su comandante era el del fuerte de San Carlos del Tío en la frontera norte.

- El Regimiento de Milicias de Caballería de Río Seco en los partidos de Ischilín y Tulumba.

- El Regimiento de Traslasierra.

La mayoría de estos regimientos habían sido establecidos por el virrey del Perú Manuel de Amat. Para 1797 el destacamento de veteranos del Regimiento Fijo de Infantería de Buenos Aires que se hallaba repartido en Córdoba, Mendoza y la Carolina, se había retirado.
- La Comandancia de la Frontera de Mendoza estaba a cargo del comandante de armas de Mendoza Francisco de Amigorena, jefe del Regimiento de Milicias de Caballería de Mendoza formadas por 15 compañías de caballería, una compañía de infantería y una compañía de artillería. El Fuerte de San Carlos tenía un comandante con 25 soldados y 25 milicianos auxiliares del pueblo cercano.

- El Regimiento de Milicias de Caballería de San Juan contaba con 17 compañías de caballería y una de infantería. En su jurisdicción se hallaban las villas de Jáchal y de Valle Fértil.

- El Regimiento de Milicias de Caballería de La Rioja estaba a cargo del comandante de armas y contaba con 22 compañías de caballería. En su jurisdicción se hallaba la villa de Guandacol.

- El Regimiento de Milicias de Caballería de San Luis a cargo del comandante de armas y de frontera, contaba de 18 compañías de caballería y una de infantería. En su jurisdicción se hallaban las villas de la Carolina y de Merlo.[33]

### Otros cuerpos de milicias
En 1790, el comandante general de los partidos de Entre Ríos, Vicente Giménez, reorganizó las milicias de ese territorio.
El 22 de enero de 1807 debido a la segunda invasión inglesa al Río de la Plata, 241 milicianos de Gualeguay, Gualeguaychú y Concepción del Uruguay partieron hacia Montevideo al mando del ayudante mayor José Pérez:
- Compañía de Concepción del Uruguay, 125 hombres al mando del capitán, Joaquín Vilches
- Compañía de Gualeguaychú, 45 hombres al mando del teniente Valentín José de Sopeña
- Compañía de Gualeguay, 68 hombres al mando del capitán Nicolás Taborda

Luego se le sumó la milicia de Nogoyá que llegó al campamento del Perdido el 13 de febrero de 1807 y fue destinada a la estancia del Rosario. Cuando los británicos ocuparon Montevideo, las milicias entrerrianas fueron desplegadas en torno a la ciudad para cortar los suministros a ella.
En 1792 fueron reorganizadas las milicias de Santa Fe por el Comandante de la Frontera de Santa Fe, Francisco Balcarce.

### Reglamento de milicias disciplinadas de 1801
Las milicias fueron reorganizadas a partir del "Reglamento para las Milicias disciplinadas de Infantería y Caballería del Virreynato de Buenos Ayres, aprobado por S. M. y mandado observar inviolablemente", aprobado por real cédula de 14 de enero de 1801, que contaba de 10 capítulos, estableciendo el deber de tomar las armas en defensa del rey, de la religión y de la patria. Establecía para todos los hombres hábiles de entre 16 y 45 años un servicio en la milicia no menor de 10 años y no mayor de 20, excepto para quienes quisieran continuar y si eran necesarios. Había sido preparado por el subinspector general, Marqués de Sobremonte. Los cuerpos milicianos alcanzados por el reglamento pasaron a tener fueros militares e incluían algunos instructores veteranos en sus filas. El resto de las unidades milicianas existente que no fueron contempladas por el reglamento, continuaron en clase de milicias urbanas, para ser convocadas en caso de necesidad.
- Wikisource contiene obras originales de o sobre Organización militar del virreinato del Río de la Plata.
- En Buenos Aires:[34]
  - Batallón de Voluntarios de Infantería de Buenos Aires: con 8 compañías de fusileros y una de granaderos, con un total de 694 plazas.
  - Compañía de Granaderos de Pardos libres de Buenos Aires: con 100 plazas.
  - Compañía de Granaderos de Morenos libres de Buenos Aires: con 60 plazas.
  - Regimiento de Caballería de Voluntarios de Buenos Aires: con 4 escuadrones de 3 compañías de 60 plazas cada uno, totalizando 724 plazas.
- En Luján:
  - Regimiento de Caballería de Voluntarios de la Frontera de Buenos Aires: con 4 escuadrones de 3 compañías cada uno y un total de 1.204 plazas con 100 en cada compañía.
- En la campaña de Buenos Aires:
  - 5 compañías independientes a cargo del comandante de la Frontera, distribuidas en 5 fortines (Fortín de Lobos, Fortín de Navarro, Fortín de Areco, Fortín Mercedes y Fortín Melincué) e instruidas por el Cuerpo de Blandengues en los 6 fuertes en que estaba destacado.
- En la ciudad de Santa Fe:
  - Escuadrón de Voluntarios de Santa Fe de la Veracruz: con 3 compañías de 100 plazas cada una, totalizando 301 plazas.
- En Montevideo:
  - Batallón de Voluntarios de Infantería de Montevideo: con 8 compañías de fusileros y una de granaderos, con un total de 694 plazas. Era igual en todo al de Buenos Aires.
  - Compañía de Granaderos de Pardos libres de Montevideo: con 100 plazas.
  - Compañía de Granaderos de Morenos libres de Montevideo: con 60 plazas.
  - Regimiento de Caballería de Voluntarios de Montevideo: con cuatro escuadrones de 3 compañías cada uno, e igual fuerza que el de Buenos Aires, con un total de 724 plazas.[35]
- En Maldonado y sus dependencias:
  - Regimiento de Voluntarios de Caballería de Maldonado: con dos escuadrones de 3 compañías de 60 plazas cada una y un ayudante mayor veterano, con un total de 362 plazas.
- En Colonia del Sacramento y sus dependencias:
  - Regimiento de Voluntarios de Caballería de la Colonia del Sacramento: con dos escuadrones de 3 compañías de 60 plazas cada una, con un total de 362 plazas. Era igual al de Maldonado.
- En el interior de la Banda Oriental, entre el río Negro, el río Yí y el arroyo Cordobés:
  - Escuadrón de Voluntarios del Río Negro, Yí y Cordobés: con 3 compañías y un total de 180 plazas.
- En Corrientes y su distrito:
  - Regimiento de Voluntarios de Caballería de Corrientes: con 2 escuadrones, cada uno con 3 compañías de 100 plazas cada una y un total de 600 plazas.[36]
- En el Paraguay, con 2506 plazas:

Voluntario de Caballería del Paraguay - 1807

- - Regimiento n.º 1 de Voluntarios de Caballería del Paraguay: con cuatro escuadrones de 3 compañías cada uno y un total de 1200 plazas.Jefe: Coronel José Espínola y Peña. Situado en los fuertes de la costa del río Paraguay al sur de Asunción. Igual al de Luján.
  - Regimiento n.º 2 de Voluntarios de Caballería del Paraguay: con cuatro escuadrones de 3 compañías cada uno y un total de 1200 plazas.Jefe: Coronel Pedro García. Situado en los fuertes de la costa al norte de Asunción. Igual al de Luján.
- En Córdoba:
  - Regimiento de Voluntarios de Caballería de Córdoba: con cuatro escuadrones de 3 compañías cada uno y un total de 1200 plazas. De igual fuerza que el de Luján. Se hallaba en la frontera, distribuido según las necesidades.
- En la ciudad de Mendoza y su distrito:
  - Regimiento de Voluntarios de Caballería de Mendoza: con dos escuadrones y un total de 600 plazas. Igual al de Corrientes.
- En la ciudad de San Luis:
  - Regimiento de Voluntarios de Caballería de San Luis: con dos escuadrones y un total de 600 plazas. Igual al de Corrientes.
- En Salta, Jujuy y la frontera del Chaco:
  - Regimiento de Voluntarios de Caballería de Salta: con 4 escuadrones y un total de 1200 plazas. Igual al de Luján. Se hallaba destacado en Salta y en Jujuy.
- En San Miguel de Tucumán:
  - Regimiento de Voluntarios de Caballería de San Miguel del Tucumán: con dos escuadrones con un total de 600 plazas. Igual al de Corrientes.
- En Santiago del Estero:
  - Regimiento de Voluntarios de Caballería de Santiago del Estero: con dos escuadrones y un total de 600 plazas. Igual al de Corrientes.

Fueron disciplinadas por el reglamento algunas unidades del Alto Perú, las cuales no tenían instructores veteranos por lo que eran consideradas milicias provinciales, aunque gozaban de fuero militar como las regladas.
- En Santa Cruz de la Sierra:
  - Batallón de Milicias Provinciales de Santa Cruz de la Sierra: con 8 compañías de 50 plazas cada una, totalizando 400 plazas.
- En Potosí:
  - Batallón de Milicias Provinciales de Potosí, ex Compañía del Comercio de la Villa de Potosí (autodenominados Nobles del Comercio de Potosí): fue formado con comerciantes españoles en 1791.[37]
  - Escuadrón de Voluntarios de Caballería de Potosí: con 3 compañías de 100 plazas cada una.[38]
- En Cochabamba:
  - Regimiento de Voluntarios de Caballería de Cochabamba o Regimiento de Caballería de Milicias Provinciales de Cochabamba: con 4 escuadrones de 3 compañías de 50 hombres cada uno y un total de 600 plazas.
- En La Paz:
  - Batallón Provincial de Voluntarios de Infantería de La Paz: con 8 compañías de fusileros y una de granaderos y un total de 450 plazas de españoles.
- En Chuquisaca:
  - Compañía de Granaderos Provinciales de Chuquisaca: con 100 plazas.
- En Tomina:
  - Regimiento de Milicias Provinciales de Voluntarios de Caballería de Tomina: con la fuerza que permita su alistamiento de Españoles, ó reputados por tales.
- En Cinti:
  - Regimiento de Milicias Provinciales de Voluntarios de Caballería de Cinti: con la fuerza que permita su alistamiento de Españoles, ó reputados por tales.[39]
- En Tarija:
  - Regimiento de Milicias Provinciales de Voluntarios de Caballería de Tarija: con la fuerza que permita su alistamiento de Españoles, ó reputados por tales.[39]

Con los blancos que no fuesen españoles se crearon compañías y escuadras denominadas de Urbanos del Comercio. En 1805 formaron un batallón con 6 compañías y 1200 hombre en Buenos Aires y probablemente también en Montevideo. Constituían la reserva para ser alistados en caso de invasión, siendo su misión la de custodiar la ciudad. 
El reglamento disciplinó además 9 compañías milicianas de artillería:
Cuadro de milicias de artillería regladas por el Reglamento de 1801.
| Compañía                                                         | Localización             | Capitán | Tenientes | Subtenientes | Plazas |
| ---------------------------------------------------------------- | ------------------------ | ------- | --------- | ------------ | ------ |
| Compañía de Milicias de Artillería de Buenos Aires               | Buenos Aires             | 1       | 2         | 3            | 150    |
| 1.ª Compañía de Milicias de Artillería de Montevideo             | Montevideo               | 1       | 1         | 2            | 115    |
| 2.ª Compañía de Milicias de Artillería de Montevideo             | Montevideo               | 1       | 1         | 2            | 115    |
| Compañía de Milicias de Artillería de Maldonado                  | Maldonado                | 1       | 1         | 1            | 100    |
| Compañía de Milicias de Artillería de Colonia del Sacramento     | Colonia del Sacramento   | 1       | 1         | 1            | 80     |
| Compañía de Milicias de Artillería de Mendoza                    | Mendoza                  | 1       | 1         | 1            | 54     |
| Compañía de Milicias de Artillería de Potosí                     | Potosí                   | 1       | 1         | 1            | 62     |
| Compañía de Milicias de Artillería del Paraguay                  | Intendencia del Paraguay | 1       | 1         | 1            | 50     |
| Compañía de Milicias de Artillería de Pardos Libres del Paraguay | Intendencia del Paraguay | 1       | 1         | 1            | 50     |
| TOTAL                                                            | 9                        | 9       | 11        | 12           | 776    |

No fueron disciplinadas las dos compañías de naturales de artillería existentes en Montevideo:
- Compañía n.º 1 de Naturales de Artillería de Montevideo: con 105 plazas, más un capitán (a cargo de las 2 compañías de artillería de naturales), un teniente y 2 subtenientes.
- Compañía n.º 2 de Naturales de Artillería de Montevideo: con 105 plazas, más un capitán, un teniente y 2 subtenientes.

El reglamento otorgaba al virrey la potestad para crear nuevos cuerpos reglados o modificar los existentes, dando cuenta al rey para su aprobación. El virrey creí el Escuadrón de Voluntarios de Caballería de la Frontera del Cerro Largo, con 3 compañías de igual fuerza que el del Yí, fue creado en 1801 a causa de la guerra con Portugal.

### Reorganización de las milicias de artillería en 1804 y 1805
Una real orden de 29 de abril de 1804 mandó que las 11 compañías milicianas de artillería existentes en el virreinato se redujeran a 4 de 100 plazas, cada una con 4 cabos primeros, 4 cabos segundos y 88 artilleros segundos. Las unidades subsistentes quedaban en Buenos Aires, Montevideo, Maldonado y Colonia del Sacramento, pasando el resto a integrar unidades de infantería.
Otra real orden de 5 de mayo de 1805 dispuso restablecer 3 unidades de artillería milicianas, quedando así 5 compañías de 100 hombres cada una en Buenos Aires, Montevideo (2), Maldonado y Paraguay. Dos compañías de 60 hombres quedaban en Mendoza y Colonia del Sacramento. Tenían 3 cabos primeros, 5 cabos segundos y 52 artilleros segundos.
La dependencia e instrucción seguía a cargo del Real Cuerpo de Artillería.

## Expedición de Vértiz a la Banda Oriental y Río Grande en 1773
El 7 de noviembre de 1773 el gobernador de Buenos Aires salió de campaña desde Montevideo por la frontera de la Banda Oriental con el Brasil, llevando las siguientes fuerzas:
- Regimiento de Infantería de Buenos Aires y Asamblea de Infantería (344 sodados)
- Regimiento de Dragones de Buenos Aires (160 hombres)
- Asamblea de Caballería (25 hombres)
- Asamblea de Dragones (25 hombres)
- Compañía de Artillería (20 hombres)
- Milicias de Caballería de Santa Fe y Blandengues de Santa Fe (200 hombres)
- Milicias de Caballería de Corrientes (240 hombres)

## Rebelión de Túpac Amaru II
En 1781 el virrey Vértiz envió al Alto Perú una fuerza militar para colaborar en la sofocación de la rebelión de Túpac Amaru II. La fuerza comandada por el coronel Ignacio Flores, nombrado presidente de Charcas, estaba constituida por 154 infantes y 36 dragones veteranos. Poco después envió al capitán Sebastián Sánchez con 200 veteranos y luego al comandante Cristóbal López con 200 veteranos, incluso la compañía de granaderos del 2.º Batallón del Regimiento de Saboya. Toda la fuerza se componía de 600 veteranos, estando al mando del brigadier José Sebastián de Segurola.
- Batallón n.º 2 del Regimiento de Saboya
- Cuerpo de Dragones de Almansa
- Regimiento de Infantería de Buenos Aires
- Regimiento de Dragones de Buenos Aires

El coronel José de Reseguín partió de Montevideo en febrero de 1781 con varios oficiales y tomó el mando de las fuerzas en Jujuy el 13 de marzo de 1781. Además se agregaron contingentes de milicias provinciales de Buenos Aires, Tucumán y Santiago del Estero, contando unos 1000 hombres.
Terminada la insurrección, en 1783 la corona destacó fuerzas veteranas de España en Lima, Arequipa y Cuzco, 2561 veteranos del Regimiento de Granaderos de Soria y del Regimiento de Infantería de Extremadura. A fines de 1783 el Batallón n.º 2 de este último fue distribuido entre: Salta (1 compañía), Oruro (2 compañías), Potosí (1 compañía), Chuquisaca (1 compañía), Puno (1 compañía) y La Paz (3 compañías). Permanecieron hasta julio de 1787 cuando pasaron a Buenos Aires y en 1790 regresaron a España.

## Banda Oriental

### Montevideo
La plaza de Montevideo estaba bajo el mando militar del gobernador, del que dependía un sargento mayor y las fuerzas navales de la ciudad. Hacia 1802 las fuerzas militares que dependían de este, eran las siguientes, (con sus comandantes):
- 2 compañías de milicias del Real Cuerpo de Artillería, con 115 plazas cada una. (Miguel Ignacio de la Quintana)
- 2 compañías de naturales del Real Cuerpo de Artillería, con 105 plazas cada una. (Atanacio Faliche)
- 1 Batallón de Voluntarios de Infantería, con 8 compañías de fusileros y 1 de granaderos. En total, 694 plazas. (Francisco García)
- Regimiento de Voluntarios de Caballería, con 4 escuadrones de tres compañías cada uno. En total, 700 plazas. (Jefe: Joaquín de Soria, subjefe: Felipe Pérez, comandantes de los otros escuadrones: Juan Medina y Ramón Cáceres)
- 1 Compañía de Pardos Granaderos con 100 plazas
- 1 Compañía de Morenos Granaderos con 60 plazas
- Cuerpo de Blandengues de la Frontera, con 8 compañías de a 100 plazas cada una. (Cayetano Ramírez de Arellano, creado en 1799)
- 1 sección del Real Cuerpo de Ingenieros

El gobernador de Montevideo y comandante de Marina era Bustamante y Guerra.

### Colonia del Sacramento
El comandante militar de Colonia (Enrique de la Have Saint-Hilaire) disponía de:
- 1 Compañía de Artillería con 80 plazas. (Manuel Delgado)
- 1 Regimiento de Caballería, con 2 escuadrones y un total de 150 plazas. (Ramón del Pino y Francisco Albín)

### Maldonado
El comandante militar de Maldonado (Ramírez de Arellano) disponía de:
- 1 Compañía de Artillería con 100 plazas. (Miguel Orián)
- 1 Regimiento de Voluntarios de Caballería con 150 plazas. (Francisco Rodrigo)

### Río Yí
- 1 Escuadrón de Caballería con 300 plazas. (Francisco Rodríguez)

### Cerro Largo
- 1 Escuadrón de Caballería con 300 plazas. (Joaquín de Paz)

### Fortaleza de Santa Teresa
El comandante militar (Francisco Lucero) disponía de:
- 1 Escuadrón de Caballería con 300 plazas.

### Martín García
El presidio de Martín García estaba comandado por el alférez Juan José Díaz.

### Guardias de la comandancia general de la Campaña Oriental
En la frontera de la Banda Oriental con los dominios portugueses se hallaban varios fuertes y guardias:
- Fuerte de Santa Tecla, fundado en 1774 sobre un antiguo pueblo misionero, fue destruido el 29 de junio de 1801. Fue la sede de la Comandancia General de la Campaña de la Banda Oriental desde 1791 hasta 1800,[46] cuando el comandante Félix de Azara la trasladó a Cerro Largo.
- Villa de San Gabriel de Batoví, fundada sobre la Guardia de Batoví por Félix de Azara el 2 de noviembre de 1800 y destruida el 29 de junio de 1801.
- Guardia de San Rafael del Tacuarembó, fundada en 1794 entre Batoví y Santa Tecla, a 70 km de este fuerte sobre las nacientes del Tacuarembó, afluente del río Santa María.
- Fuerte de Cerro Largo en la Villa de Nuestra Señora del Pilar del Cerro Largo (hoy Melo), fundada el 27 de junio de 1795 sobre la base de la Guardia Nueva del Cerro Largo que fuera trasladada en 1794 por Agustín de la Rosa desde la Guardia San Nicolás de Bari, fundada por Cipriano de Melo en 1791.
- Guardia de San Martín

El rey ordenó el 11 de junio de 1791 que se establecieran 3 guardias al sur del río Piratiní entre la laguna Merín y Santa Tecla al norte del río Yaguarón, las que fueron creadas en 1792 y se hallaban bajo dependencia de la Comandancia (de oeste a este):
- Guardia de San Antonio,
- Guardia de San José,
- Guardia de Santa Rosa.

También fueron establecidas en 1792 bajo dependencia de Cerro Largo:
- Guardia de San Luis del Piray,
- Guardia de Aceguá,
- Guardia de Arredondo o de la Laguna, originalmente ubicada sobre la laguna Merín, como base de una canoa artillada, fue luego trasladada al norte del Yaguarón, ocupada por Portugal en 1801, por lo que fue de nuevo trasladada al sur del río dando origen a Río Branco.

Todas fueron ocupadas por los portugueses en 1801, subsistiendo solo en poder español la villa de Melo en Cerro Largo. La Comandancia General de la Campaña Oriental fue luego ejercida desde Montevideo.
Distribuidos entre todas las guardias había en mayo de 1800, 414 hombres procedentes de los cuerpos de infantería, dragones y blandengues. En agosto de 1797 la Guardia de Melo tenía 93 hombres entre oficiales, soldados y peones, en septiembre la de Batoví tenía 42, la de Santa Tecla 72, la de San Antonio 35, la de Santa Rosa 43 y la de San Rafael 36.

## Unidades veteranas en 1801
En la relación del virrey Gabriel de Avilés y del Fierro a su sucesor Joaquín del Pino, escribió el 21 de mayo de 1801:

El estado militar de estas Provincias, en cuanto á tropas veteranas, consta de un regimiento de infantería, cuyo pié fué de 3 batallones, pero su efectiva fuerza apenas será de dos. El regimiento de Dragones que, en su formación fué de cuatro escuadrones, hoy se halla bien diminuto. Se formaron también 8 compañías que deben constar de 800 Blandengues, los que tampoco se hallan completos, sin embargo de haberse admitido en ellas algunos que no son correspondientes á la clase de que se han compuesto las de las fronteras de esta Banda.
 Toda esta tropa, escepto la compañía de Granaderos del 3.er Batallón, y un diminuto destacamento del mismo cuerpo, se hallan en la otra Banda, empleados en la guarnición de Montevideo y demás puestos de aquella costa del Rio y fronteras del Brasil.
 Existen en esta Banda, para el resguardo de la frontera con los indios, el cuerpo de Blandengues, distribuidos en los varios fuertes de ella.
 La frontera que corresponde á la jurisdiccion de Santa Fe se guarnece con Blandengues.
 La que se sigue de Córdoba provee la guarnición de sus fuertes con tropa de las compañías de partidarios de su jurisdicción.
 Mendoza tiene avanzado hácia los indios infieles el fuerte denominado de San Cárlos, guarnecido con milicianos y un comandante particular que manda el destacamento y depende inmediatamente del comandante de Mendoza.
 De resultas de la pasada rebelión, quedaron destacados en la Plata, Potosí y Oruro una compañía en cada una de estas poblaciones que se han ido disminuyendo en su fuerza por las bajas naturales ó indispensables en él trascurso de tantos años.
 Las partidas de demarcación de límites con el Brasil tienen también unas pequeñas partidas de tropas para su ausilio.

## Primera Invasión Inglesa

### Cuerpo de prevención
En enero de 1805 el virrey Rafael de Sobremonte recibió órdenes de organizar la defensa de Buenos Aires y de Montevideo en previsión de una posible invasión británica. Sobremonte convocó a una junta de guerra:

(...) a fin de tratar y determinar lo conveniente a la defensa de estos dominios con motivo de la actual guerra con la Nación Británica, como también por los movimientos sospechosos, preparativos y otras gestiones hostiles que se han observado en los portugueses, vecinos del continente de Río Grande de San Pedro, y noticias adquiridas de hallarse en el Río Janeiro e islas de Santa Catalina fuerzas navales de consideración, así portuguesas como inglesas (...)

La junta de guerra presidida por el virrey se reunió el 2 de abril de 1805 y determinó varias medidas, entre ellas: convocar a Buenos Aires a fuerzas milicianas del interior del virreinato, juntar caballos, fabricar pólvora y cartuchos, e internar los caudales del virreinato. El plan de defensa se estructuró siguiendo el delineado por la junta de guerra presidida por el virrey Olaguer Feliú en Montevideo el 17 de julio de 1797, que fuera elevado a la Corte en cumplimiento de la real orden de 28 de febrero de 1795 y aprobado por el rey el 4 de mayo de 1798. Además del virrey participaron de la junta de guerra: brigadieres José Ignacio de la Quintana (Regimiento de Dragones) y Francisco de Orduña (Real Cuerpo de Artillería), coroneles José García Martínez de Cáceres (Real Cuerpo de Ingenieros), Joaquín de Mosquera (Real Cuerpo de Ingenieros), José Pérez Brito (Real Cuerpo de Ingenieros) y Pedro de Arze (subinspector general), tenientes coroneles Manuel Gutiérrez (2.º jefe del Regimiento de Dragones de Buenos Aires), José Ignacio Merlo (Regimiento de Infantería de Buenos Aires), Nicolás de la Quintana (Blandengues de Buenos Aires), Miguel de Azcuénaga (Voluntarios de Infantería de Buenos Aires) y Juan Ignacio de Elía (Voluntarios de Caballería de Buenos Aires).
El 12 de marzo de 1805 Sobremonte ordenó marchar a una compañía del Regimiento de Voluntarios de San Luis, los cuales al ser revistados en Buenos Aires el 1 de junio de 1805 sumaban 158 hombres al mando de José Giménez Inguanzo, secundados por los oficiales: ayudante mayor veterano Matías Sancho, capitán Francisco de Paula Lucero, teniente Blas de Videla y alférez Luis Gonzaga de Videla. Estos milicianos fueron destinados a la construcción de baterías en la Ensenada de Barragán, trabajando en la siega de trigo a principios de 1806 y de 1807. Giménez Inguanzo regresó a San Luis en marzo de 1806. Tras el ataque británico se dispersaron y se reunieron con Sobremonte en Monte Castro el 28 de junio de 1806 para dirigirse a Cruz Alta, en Córdoba.
Junto con los milicianos de San Luis llegó también un escuadrón de 300 soldados del Regimiento de Voluntarios de Caballería de Córdoba y 100 partidarios de la frontera de Córdoba. A la Ensenada de Barragán fueron destinados 100 blandengues de Santa Fe y 50 de los Voluntarios de Caballería de la Frontera de Buenos Aires.
La junta de guerra del 2 de abril de 1805 dispuso la creación del Cuerpo de Prevención o Campo Volante: el cuerpo de prevención que debía estar en condiciones de acudir en caso necesario a la otra banda del Rio de la Plata. Estaba integrado por 1500 milicianos de caballería de la frontera, el batallón de infantería, los granaderos de Cívicos, 200 blandengues, 250 voluntarios de Córdoba y de San Luis y la compañía de granaderos del Rey. Al disminuir la tensión las fuerzas fueron desmovilizadas.
El 8 de octubre de 1805 Sobremonte dictó una orden detallada para la defensa de Buenos Aires:

3. — Las compañías de granaderos de infantería y dragones, el cuerpo de Blandengues de esta frontera después de tomar caballos en sus cuarteles, el batallón de voluntarios de infantería, y las compañías de granaderos de pardos y morenos, formarán en la plaza mayor.
 4. — El escuadrón de voluntarios de caballería de Córdoba y el de San Luis, tomados sus caballos, marcharán al campo de Barracas a unirse con el tren volante de artillería.
 5. — El regimiento de voluntarios de caballería de Buenos Aires se presentará al campo del Retiro donde tomará los caballos, y verificado acudirá a este fuerte a armarse, quedando en la plaza para que no haya confusión.
 6. — El batallón urbano del Comercio acudirá a guarnecer esta Fortaleza a la cual el señor Subinspector Comandante de artillería destinará los artilleros milicianos con el oficial y soldados veteranos que sea posible, prefiriendo los retirados para que los veteranos acudan al tren de batalla, y también pondrá un destacamento a los cañones del muelle.
Disposiciones de Sobremonte para la defensa de Buenos Aires

Cuando por intermedio del capitán de un barco llegado a la Ensenada de Barragán el 2 de enero de 1806 Sobremonte supo que una flota británica había arribado a San Salvador de Bahía en el Brasil en diciembre de 1805, convocó a las milicias regladas y trasladó a Montevideo a las escasas fuerzas veteranas de Buenos Aires, creyendo que esa plaza amurallada sería el blanco del ataque. Sin embargo, la flota se dirigía a África y las fuerzas fueron desmovilizadas nuevamente. Cuando supo que el 8 de junio de 1806 una flota británica fue avistada en el cabo de Santa María el virrey dispuso el día 13 que marchasen a Montevideo las últimas tropas veteranas que quedaban en la capital: la 3.ª Compañía de Blandengues del Fuerte de San José de Luján y la compañía de granaderos del Regimiento de Dragones. Junto con ellos marcharon 100 hombres de la Compañía de Partidarios de la Frontera de Córdoba. Dispuso también que el Regimiento de Voluntarios de Caballería de la Colonia pasese a depender del gobernador de Montevideo. El 17 de junio Sobremonte ordenó el acuartelamiento de las milicias de Buenos Aires.

### Preparativos en Montevideo
Luego de que tomó conocimiento del desembarco británico cerca de Buenos Aires, el gobernador de Montevideo Pascual Ruiz Huidobro convocó en una proclama a todos los habitantes capaces de tomar las armas:

(...) con singular ardimiento se presentaron todos quantos dentro de los muros de esta Ciudad no se hallaban alistados en Cuerpo alguno, y de ellos formó quatro Divisiones Nacionales al cargo de los oficiales: el Capitán retirado de Infantería Dn. Francisco Lucero, el Teniente de Navío retirado Dn. Agustín Abreu, el Capitán del Regimiento de Infantería de Buenos Ayres Dn. Roque Rioboo, y el Teniente del mismo Cuerpo Dn. Juan Josef Viamón. De inmediato comenzó la instrucción primaria de los reclutas; los capitanes tuvieron a su cargo enseñarles los movimientos principales de cargar y disparar. Asimismo, se presentaron voluntarios los vecinos de los extramuros no alistados en las Milicias, y bajo la dirección del Alférez retirado Rosendo del Barrio se capacitaron en aquellos movimientos imprescindibles. (...) concurrieron las gentes de la Campaña con las quales se ha formado un Cuerpo que consta de quinientas plazas con el título de Urbanos de Caballería, a cargo del Patricio D. Felipe Pérez, Teniente Coronel del Regimiento de Voluntarios de Caballería de esta Plaza. (...)
Adición de Pascual Ruiz Huidobro

Ruiz Huidobro expresó en ese relato que en la campaña se formaron: el Esquadron del Yí y Río Negro, con ochenta y quatro plazas, el Esquadron del Cerro Largo, con cincuenta y la Compañía de Pando y Solís Chico, con ochenta y seis.
En julio de 1806 Ruiz Huidobro creó 5 nuevos cuerpos de voluntarios urbanos:
- Tercio de Patricios Criollos o de Pardos y Morenos: (300 hombres) al mando de Agustín Martínez, siendo capitán Ramón Amalla, teniente Lorenzo Pérez y alférez Manuel R. Villagrán.
- Tercio de Extramuros: (375 hombres) al mando del teniente retirado Rosendo de Varrio.
- Tercio de Andaluces: al mando del capitán y comandante Juan Vidal y Benavides.
- Tercio de Vizcaínos y Montañeses: al mando del capitán y comandante Manuel de Santelices, teniente Manuel de la Serna, alférez José Toledo.
- Tercio de Catalanes o Compañía de Miñones Catalanes Voluntarios de Montevideo: al mando del teniente Rafael Bofarrull (como capitán) y del alférez José Grau y Font.

### Fuerza expedicionaria de Liniers
En ausencia del virrey, Ruiz Huidobro organizó en Montevideo las fuerzas para liberar la capital virreinal, confiando el 22 de junio de 1806 el mando de las mismas a Santiago de Liniers, luego de que una junta de guerra lo recomendara. La Fuerza Expedicionaria se conformó de las siguientes unidades, según la relación firmada por Liniers en Colonia el 3 de agosto de 1806:
- Plana Mayor:
  - Comandante: capitán de navío Santiago de Liniers y Bremond
  - Ayudantes: Hilarión de la Quintana y Juan José Viamonte
  - Secretario: Pascual Díaz Tenorio
  - Capellán: Dámaso de Larrañaga (de la expedición y del Batallón de Voluntarios de Infantería de Montevideo)
  - Auditor de guerra: Manuel de Lavardén
  - Cirujano: Ángel de Refojo
  - Segundo comandante y jefe de la Escuadrilla Naval: capitán de fragata Juan Gutiérrez de la Concha
  - Ayudante, oficial de órdenes y mayor general: teniente de fragata José de Córdova y Rojas

- Tropas de línea: 528 plazas que había enviado Sobremonte desde Buenos Aires a Montevideo para reforzar la plaza.
  - Real Cuerpo de Artillería: una compañía al mando del capitán Francisco de Agustini, con 3 oficiales (capellán Rafael Zufriátegui, el alférez José Elorza y el guardaparque Manuel Acuña de Figueroa), 2 sargentos, 6 cabos, 2 cadetes, 24 artilleros veteranos, 44 milicianos y 13 voluntarios agregados con 3 cañones de 4 libras y 2 obuses de 6 pulgadas.[57]
  - Compañía de Granaderos del Regimiento de Infantería de Buenos Aires: 63 plazas al mando del capitán José Ignacio Gómez, con el teniente Francisco de Vera y el alférez Matías de la Raya.
  - Regimiento de Dragones de Buenos Aires: al mando del coronel graduado Agustín José de Pinedo, secundado por el ayudante mayor Manuel Garayo y el 2.º ayudante Ramón Vázquez, con 216 hombres en 3 compañías al mando de los capitanes: José Espina, Florencio Núñez y Antonio Pinedo.
  - 2 compañías del Cuerpo de Blandengues de la Frontera de Buenos Aires: al mando del capitán Manuel Martínez, con 174 soldados. En los Corrales de Miserere se le incorporó Antonio de Olavarría, con algunos soldados y voluntarios de Luján.

- Milicias de Montevideo y Colonia del Sacramento: 372 plazas.
  - 2 compañías del Batallón de Voluntarios de Infantería de Montevideo: (10 oficiales y 138 soldados) al mando del capitán Juan Balbín González Vallejo, comandante de la 1.ª Compañía de fusileros de 93 plazas, junto con el teniente Cristóbal Salvañach, el alférez Teutonio Méndez Caldeira y el portaestandarte Manuel da Costa Agredano. La compañía de granaderos con 57 plazas estaba al mando del capitán Joaquín de Chopitea, el teniente Juan de Ellauri y el alférez Juan Méndez Caldeira. Iban agregados los tenientes Jaime Illa, Jerónimo Olloniego, Jaime Ferrer, y el alférez Victorio García de Zúñiga Warnes, pertenecientes a otras compañías.
  - Compañía de Miñones Catalanes de Montevideo (Tercio de Catalanes o Migueletes): al mando del teniente con grado de capitán de milicias Rafael Bufarrull, y del alférez José Grau y Font como teniente, con 120 soldados.
  - En Colonia se incorporaron 2 compañías del Regimiento de Voluntarios de Caballería de Colonia del Sacramento: con 6 oficiales y 102 soldados, equipados por suscripción pública. La 1.ª Compañía comandada por el capitán Pedro Manuel García (al mando del contingente), secundado por el teniente Martín de Albín y el alférez Manuel Luque, y la 2.º comandada por el capitán Benito Chain, junto con el teniente Antonio Villalba y el alférez Casimiro Camacho. Como agregado iba el ayudante mayor del regimiento, Juan Bautista Rondeau.

- Marinos:
  - Real Cuerpo de Marina: 100 marineros del Apostadero Naval del Río de la Plata. Se le agregaron 400 voluntarios del Regimiento de Caballería Urbana de Montevideo para el servicio de artillería de las embarcaciones.[58]
  - Corsarios de la fragata Dromedario al mando del capitán Hipólito Mordeille y del teniente Juan Bautista Raymond, con 73 marineros. Mordeille tenía patente de corso otorgada por Sobremonte y comandaba una división ligera de 7 lanchas pequeñas y botes armados.

En territorio bonaerense las fuerzas de Pueyrredón estaban formadas por:
- Batallón de Voluntarios de Infantería de Milicias de Buenos Aires: 300 milicianos.
- Voluntarios de Caballería de Buenos Aires (húsares): al mando de Juan Martín de Pueyrredón, con 114 soldados.

200 de esos milicianos, luego de dispersarse en Perdriel, se reunieron en San Isidro con la columna de Liniers.
En previsión de un nuevo ataque británico, en septiembre de 1806 regresaron a Montevideo las compañías del Batallón de Voluntarios de Infantería de la ciudad, la Compañía de Miñones Catalanes y los marineros de Mordeille.

## Fuerzas veteranas en octubre de 1806
- Real Cuerpo de Marina, el Batallón de Marina (482 hombres) fue formado el 16 de marzo de 1807 por el capitán de fragata Juan Gutiérrez de la Concha por orden de la Real Audiencia de Buenos Aires con marineros salvados de la capitulación de Montevideo;
- Real Cuerpo de Artillería, al mando de José María Pizarro, con 219 hombres;
- Regimiento Fijo de Buenos Aires, al mando de José Piris, con 167 hombres;
- Dragones de Buenos Aires, al mando de Florencio Núñez, con 196 hombres;
- Blandengues de Buenos Aires, al mando de Esteban Hernández, con 147 hombres;
- Blandengues de Montevideo, al mando de Benito Chain, con 118 hombres.[59]

### Piezas de artillería
En octubre de 1806 existían en Buenos Aires 99 piezas de artillería:
- Tren volante:
  - Cañones de a 4: 17
  - Cañones de a 6: 16
  - Cañones de a 8: 6
  - Cañones de a 12: 10

- Baterías:
  - Recoleta de a 24: 4
  - Retiro de a 24: 4
  - Muelle de a 24: 6
  - Fortaleza de a 24: 32
  - Residencia de a 24: 4

## Unidades milicianas formadas en 1806
Una vez reconquistada la capital del virreinato el cabildo de Buenos Aires convocó a un cabildo abierto «congreso general» que se llevó a cabo el 14 de agosto de 1806. En él se decidió solicitar al virrey que traspasase el mando militar de la ciudad a Liniers, lo cual fue aceptado por Sobremonte unos días después, delegando el mando militar de Buenos Aires en Liniers y los asuntos administrativos urgentes en el regente de la Real Audiencia. En el cabildo abierto se resolvió también encomendar a una junta de guerra el estudio de las opciones de la defensa ante una posible nueva invasión. Esa junta de guerra estuvo constituida por:
- Comandante general de armas, capitán de navío Santiago de Liniers
- Regente de la Real Audiencia de Buenos Aires y superintendente interino de Real Hacienda, Lucas Muñoz y Cubero
- Subinspector general, coronel Pedro de Arze
- Comandante del Regimiento de Infantería de Buenos Aires, coronel César Balbiani
- Comandante del Cuerpo de Blandengues, coronel Nicolás de la Quintana
- Comandante de Marina del Apostadero, capitán de fragata Juan Gutiérrez de la Concha
- Sargento mayor de la plaza, teniente coronel José María Cabrer
- Comandante del Regimiento de Dragones, capitán Agustín Arenas
- Comandante del Real Cuerpo de Artillería, capitán Francisco de Agustini

La junta de guerra resolvió que lo más conveniente era aprovechar el esfuerzo realizado y mantener como una prestación obligatoria el servicio de las milicias.

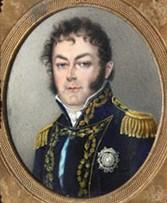
Juan Martín de Pueyrredón, líder del Primer Escuadrón de Húsares.

Tras la capitulación de William Carr Beresford y ante la posibilidad de una nueva invasión, Liniers emitió el 6 de septiembre de 1806 un documento instando al pueblo a organizarse en cuerpos separados según su origen. Este documento contenía una proclama acerca de la creación de diversos cuerpos urbanos y una segunda orden de convocatoria fue emitida el 9 de septiembre. La mayor parte de los hombres adultos entre 16 y 50 años se enlistó como miliciano de alguno de los diferentes cuerpos y regimientos que se organizaron. El comandante general de armas logró agrupar una fuerza popular a la que se le sumaban las tropas veteranas, de menor tamaño, formando un ejército de infantería, caballería y artilleros:

(...) Vengan, pues, los invencibles cántabros, los intrépidos catalanes, los valientes asturianos y gallegos, los temibles castellanos, andaluces y aragoneses; en una palabra, todos los que llamándose españoles se han hecho dignos de tan glorioso nombre. Vengan, y unidos al esforzado, fiel e inmortal americano, y a los demás habitadores de este suelo, desafiaremos a esas aguerridas huestes enemigas que, no contentas con causar la desolación de las ciudades y los campos del mundo antiguo, amenazan envidiosas invadir las tranquilas y apacibles costas de nuestra feliz América.

Tomando como base las milicias organizadas por Pueyrredón, se organizaron las demás unidades, distribuyéndose por regiones de origen a los españoles. Se autorizó a los soldados de los cuerpos urbanos formados a elegir a sus oficiales y estos a sus superiores.
Las fuerzas milicianas de Buenos Aires alcanzaban un total de 7253 plazas en octubre de 1806.
- Véase los uniformes de los cuerpos Archivado el 21 de marzo de 2009 en Wayback Machine.

### Infantería

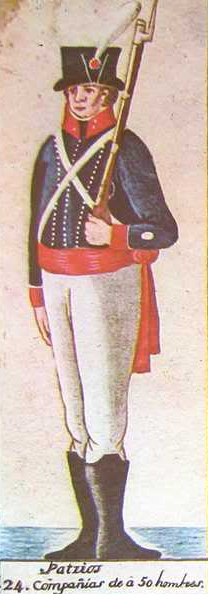
Soldado de Patricios (1807).

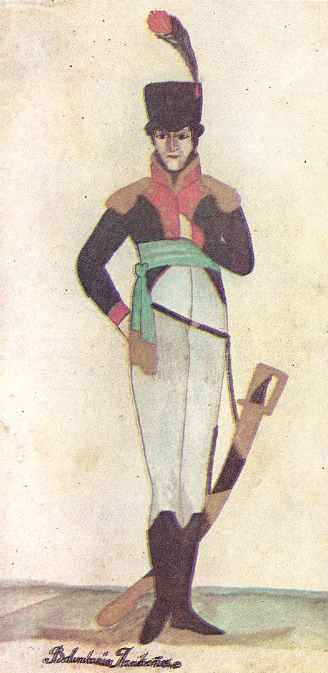
Oficial de Arribeños.

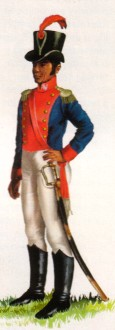
Uniforme del Tercio de Andaluces.

Las milicias de infantería sumaban 4538 hombres en octubre de 1806.
Cuadro de milicias de infantería de la guarnición de Buenos Aires en octubre de 1806.
| Cuerpo                  | Comandante             | Plazas | Batallones | Compañías |
| ----------------------- | ---------------------- | ------ | ---------- | --------- |
| Patricios               | Cornelio Saavedra      | 1.359  | 3          | 23        |
| Catalanes               | Olaguer Reynals        | 583    | 1          | 9         |
| Gallegos                | Pedro Antonio Cerviño  | 510    | 1          | 9         |
| Cántabros               | Prudencio Murguiondo   | 446    | 1          | 8         |
| Arribeños               | Juan Pío de Gana       | 435    | 1          | 9         |
| Andaluces               | José Merelo            | 431    | 1          | 8         |
| Castas                  | José Ramón Baudrix     | 352    | 1          | 9         |
| Montañeses              | José de la Oyuela      | 231    | 1          | 4         |
| Granaderos Provinciales | Juan Florencio Terrada | 107    | 0          | 1         |
| Cazadores Correntinos   | Nicolás Murguiondo     | 84     | 0          | 1         |

### Caballería
Las milicias de caballería sumaban 1575 hombres en octubre de 1806.
Cuadro de milicias de caballería de la guarnición de Buenos Aires en octubre de 1806.
| Cuerpo                       | Comandante                   | Plazas | Escuadrones | Compañías |
| ---------------------------- | ---------------------------- | ------ | ----------- | --------- |
| Quinteros y Labradores       | Antonio Luciano de Ballester | 332    | 2           | 6         |
| Cazadores                    | Diego Herrera                | 219    | 1           | 3         |
| Primer Escuadrón de Húsares  | Juan Martín de Pueyrredón    | 203    | 1           | 4         |
| Migueletes                   | Alejo Castex                 | 193    | 1           | 2         |
| Carabineros de Carlos IV     | Benito Rivadavia             | 190    | 1           | 3         |
| Segundo Escuadrón de Húsares | Lucas Vivas                  | 186    | 1           | 4         |
| Tercer Escuadrón de Húsares  | Pedro Ramón Núñez            | 181    | 1           | 4         |
| Escolta del General Liniers  | José Díaz                    | 71     | 0           | 1         |

### Artillería
Las milicias de artillería sumaban 1142 hombres en octubre de 1806.
Cuadro de milicias de artillería de la guarnición de Buenos Aires en octubre de 1806.
| Cuerpo                             | Comandante             | Plazas | Batallones | Compañías |
| ---------------------------------- | ---------------------- | ------ | ---------- | --------- |
| Castas de Artillería               | Francisco de Agustini  | 426    | 1          | 8         |
| Artilleros de la Unión             | Gerardo Esteve y Llach | 395    | 1          | 7         |
| Cuerpo de Maestranza de Artillería | Manuel Rivera Indarte  | 221    | 1          | 3         |
| Artillería Provincial              | José María Pizarro     | 100    | 0          | 1         |

### Milicianos provenientes desde el interior del virreinato
El 25 de junio de 1806 el virrey Sobremonte escribió al comandante de armas de Córdoba coronel Santiago Alejo Allende:

(...) Esta plaza se halla atacada por los Ing.s haviendo ya desembarcado esta misma tarde (...) en tales circunstancias combiene mucho y prevengo á V.S. que á la mayor prestesa posible se ponga en marcha con toda la gente qe. pueda reunir y siga a esta Capital, si en el camino no encontrase nueva orn. mia que le prevenga otra cosa. (...) Igual prevencion ara V.S. a los Comandantes de Milicias de Mendosa, Sn. Luis, Santiago del Estero y Tucuman encargandoles sobre todo la prontitud con qe deben ponerse en marcha.(...)

Siguiendo el camino de postas Sobremonte llegó a Córdoba el 12 de julio de 1806 y dos días después la declaró capital provisional del virreinato, ordenando que no se obedeciera orden alguna de Buenos Aires mientras estuviera bajo poder británico. Reunió allí una fuerza de 600 milicianos —incluyendo presos— al mando del coronel Allende, con la que partió hacia Buenos Aires. En esa fuerza se hallaban milicianos del Regimiento de Voluntarios de Caballería de Córdoba. En un oficio enviado por el virrey a Liniers el 18 de agosto de 1806 expresó:

Habiendo citado las milicias de Córdoba, San Luis, Mendoza, Tucumán y Paraguay desde que salí de Buenos Aires con el designio de su reconquista (...) resulta un total de 2750 hombres.

Las fuerzas que Sobremonte logró enviar a Buenos Aires en 1806 comprendían unos 600 cordobeses, 950 paraguayos, 1000 milicianos de otros puntos, y unos 400 blandengues de la frontera de Buenos Aires y dragones.
El 14 de agosto un cabildo abierto quitó al virrey el mando militar de la ciudad de Buenos Aires y envió una comisión para alcanzarlo —viajaba a Buenos Aires con tropas desde Córdoba— y convencerlo de que no entrara en la ciudad. Como esta fuerza expedicionaria llegó a las inmediaciones de Buenos Aires cuando la capital ya había sido reconquistada por Liniers, Sobremonte aceptó delegar el mando de las fuerzas de la capital en Liniers y el mando político de la ciudad en la Real Audiencia, trasladándose con las tropas cordobesas a Montevideo. El 12 de octubre llegó a esa ciudad, pero recibió un rechazo general, por esa razón instaló su campamento con las fuerzas que había llevado en Las Piedras, a cuatro leguas de Montevideo.
El 4 de agosto de 1806 se embarcaron en Asunción y luego en Pilar 7 compañías con 534 milicianos y 12 oficiales de los regimientos de Voluntarios de Caballería del Paraguay, al mando del coronel de milicias José Espínola y Peña, como su segundo el sargento mayor Fulgencio Pereira y como ayudante de campo el mayor veterano español Juan de la Cuesta. Esta división desembarcó el 2 de septiembre en San Nicolás de los Arroyos y se dirigió a Buenos Aires, llegando luego de la rendición británica. En un oficio de Sobremonte a Liniers, en respuesta al que este le dirigiera el 2 de septiembre de 1806, le comunicó que en el puerto de Las Conchas había 550 paraguayos llegados con el coronel José Espínola y que podía disponer de ellos. La división pasó a la Banda Oriental junto con el virrey Sobremonte. Una segunda división paraguaya de Voluntarios de Caballería con 403 plazas y 4 oficiales partió en barco desde Pilar en dos grupos. El primero lo hizo el 26 de diciembre de 1806 al mando del teniente Pedro Antonio de Herrera, y el segundo partió el 16 de enero de 1807 al mando del capitán del Regimiento de Milicias de Costa Arriba, Manuel Antonio Cohene.
Por orden imperiosa de la Real Audiencia de Buenos Aires, en mayo de 1807, el gobernador del Paraguay, Bernardo de Velasco, viajó a Buenos Aires para colaborar en la defensa con el cargo de subinspector general de la ciudad.
El 4 de noviembre de 1806 Sobremonte ordenó que desde Corrientes el comandante de armas Pedro Fondevilla viajase hacia Montevideo con el Regimiento de Voluntarios de Caballería de Corrientes y todas las armas y caballos que pudiese reunir. Su punto de concentración fue San Roque y desde allí partieron 5000 caballos y 500 hombres, la mayoría con lanzas y espadas y solo 62 con armas de fuego y otros 65 desarmados. Llegaron a las inmediaciones de Montevideo cuando la ciudad ya estaba bajo poder británico, no entraron en combate y luego regresaron a Corrientes, a donde se hallaban en 31 de mayo de 1807.
Desde San Luis fueron enviados 200 milicianos del Regimiento de Voluntarios de Caballería de San Luis al mando del comandante Blas Videla y de los oficiales: Matías Sancho, Florencio Terrada, Dolores de Videla, Juan Alejo Daract, Juan Basilio Garro, Rafael Wilckes O'Connor, Luis de Videla y Francisco Paula Lucero.
El 26 de julio de 1806 partieron de San Miguel de Tucumán 3 compañías de milicias del Regimiento de Voluntarios de San Miguel de Tucumán al mando del comandante de armas José Ignacio Garmendia, quien comandaba la 1.ª Compañía, compuesta por el teniente Diego Aráoz, alférez Bernabé Aráoz, capellán Pedro Miguel Aráoz, 3 sargentos, 4 cabos y 114 soldados. La 2.ª Compañía: capitán Salvador Alberdi, teniente Juan Benancio Laguna, alférez Máximo Molina, 3 sargentos, 4 cabos, 4 carabineros y 89 soldados. La 3.ª Compañía: capitán Manuel Padilla, teniente Javier Eugenio Ojeda, alférez Diego Ruiz Huidobro, 3 sargentos, 4 cabos, 4 carabineros y 89 soldados. Debieron retornar desde el arroyo del Medio al conocer la reconquista de Buenos Aires, custodiando un contingente de 500 prisioneros británicos, destinados: 50 a San Luis, 50 a La Carlota, 100 a Santiago del Estero y 200 a San Miguel de Tucumán.
Desde Mendoza el comandante de armas sargento mayor Faustino Ansay partió el 16 de julio de 1806 con un contingente de 600 milicianos del Regimiento de Voluntarios de Caballería de Mendoza, llegando hasta el fuerte de San Claudio de Areco, donde recibió prisioneros británicos asignados por el Plan de Internación que Sobremonte amitió el 7 de septiembre de 1806. A fines de 1806 Ansay contrató a Melchor Videla para que en el plazo de 26 días transportara a Buenos Aires trescientos quintales de pólvora en trece carretas y cinco tercios de otra.
Por orden del virrey del 30 de julio de 1807 llegaron también a Buenos Aires 2 compañías de milicianos del Regimiento de Voluntarios de Caballería de San Miguel de Tucumán que el cabildo de esa ciudad uniformó a su costa. Estaban al mando del ayudante mayor Juan Ramón Balcarce. La 1.ª Compañía, que fue alistada en San Miguel de Tucumán: comandante José Ignacio Garmendia, teniente Diego Aráoz, alférez Xavier Ojeda, capellán Pedro Miguel Aráoz, 3 sargentos, 4 cabos, 4 carabineros y 89 soldados. Otros 3 se incorporaron después. La 2.ª Compañía fue alistada en Loreto (actual provincia de Santiago del Estero): capitán Salvador Alberdi, teniente Juan Benancio Laguna, alférez Máximo Molina, 3 sargentos, 4 cabos, 4 carabineros y 89 soldados. El 11 de junio de 1807 el comandante Pío de Gana informó al cabildo de San Miguel de Tucumán que estas compañías fueron agregadas al Tercio de Arribeños de su mando, a solicitud de sus oficiales.
Liniers informó que por no alcanzar los armamentos, los milicianos que llegaron a Buenos Aires procedentes de San Luis, Tucumán y Paraguay, se destinaron a la construcción de las baterías y al cuidado de las caballadas.

### Milicias creadas en Montevideo
Luego de la primera Invasión Inglesa el gobernador Ruiz Huidobro creó en Montevideo varias unidades milicianas:
- Cuerpo de Húsares Voluntarios del Gobierno o Tercio de Húsares de Mordeille para Mar y Tierra: cuerpo organizado y comandado por el corsario francés Hipólito Mordeille para actuar como infantería de marina, que fue admitido al servicio por el virrey el 16 de octubre de 1806.[74] Estaba integrado por 2 piezas de artillería volante de 8 libras, una compañía de granaderos al mando del capitán José Patricio Beldón y del teniente José Santos Irigoyen, 6 compañías de infantería de 50 hombres cada una (1.º capitán: Luis González Vallejo, teniente: Martín Tejera; 2.º: José Bartolomé de Larreta y Gregorio Villamil; 3.º: Renato Simoni y Miguel Buitrón; 4.º: Manuel de Larragoití y Jerónimo Bianqui; 5.º: Luis de la Robla y Ramón García de Puga; 6.º: Pablo Colombo y Miguel Espina) y una compañía distinguida y escolta de bandera de 20 hombres al mando del capitán Patricio Meifrén y del teniente Manuel Medina. Su sargento mayor era Francisco Fournier, ayudante mayor Indalecio García, ayudantes Juan Zufriátegui y José Guerra, portaestandarte Vicente Figueroa.[75]

- Voluntarios Cazadores de Montevideo: organizado por Mateo Margariños a su costa, tenía 3 compañías de infantería de 150 hombres y una de caballería con 50 hombres. Su sargento mayor era Nicolás de Vedia y su capitán era Dionisio de Soto.
- Batallón de Vecinos de Montevideo: lo integraban 400 nativos de la ciudad.
- Compañía de Fusileros: era una unidad de dragones que podía actuar montada, armados con carabinas y fusiles. Fue creada por Pablo Guxeras.
- Partidarios Españoles de la Campaña: unidad de caballería creada por Juan Vázquez Feijoó, con 400 habitantes de la campaña de Montevideo de origen español.
- Tercio de Gallegos y Asturianos: formado por 130 voluntarios sin sueldo, su comandante era Roque de Riobó y Lozada, su capitán era Manuel de Jado y su subteniente José de Seijas.

### Traslado de milicianos a Montevideo
Una vez derrotados los británicos, evacuaron la plaza de Montevideo el 9 de septiembre de 1807 cuando Francisco Javier de Elío llegó con el Regimiento de Voluntarios del Río de la Plata. Este cuerpo fue creado por Liniers el 27 de julio de 1807 con 800 hombres al mando del teniente coronel Prudencio Murguiondo y cuando fue destinado a guarnecer la plaza de Montevideo se lo elevó a 2 batallones de 10 compañías con 80 plazas cada una, siendo integrado por los milicianos de todos los cuerpos de Buenos Aires que quisieron alistarse para conservar su sueldo, el cual perderían al desmovilizarse los cuerpos a partir del 15 de agosto de 1807. Comandante: Prudencio Murguiondo; 2.º comandante: Juan del Pino; sargento mayor: Miguel Murillo; ayudantes mayores: Pedro de la Plaza y Francisco Uriondo; capitanes de las compañías: Patricio José Beldón, José María Lorenzo, Cosme Arellano, Luis de la Robla, Joaquín Gallón y Guerra, Domingo Luaces, Juan José Valderrama, Martín Galain, José Antonio Cano, Bonifacio García, José Joaquín de Olra, José Ventura Quintas, Martín Arandía, Ambrosio de Reyna, Francisco de Luna, Antonio Arraga, Francisco Sales Pérez.
Solo se mantuvieron movilizados y con sueldo los patricios para custodiar Buenos Aires y el cuerpo de artillería. De igual forma fue creado el 7 de agosto el Regimiento de Cazadores de Infantería Ligera, al mando de Juan Balbín de Vallejo, y que viajó a Montevideo con Elío. Según relación del 20 de diciembre de 1808, estaba compuesto por: sargento Mayor: Luis González Vallejo; ayudantes mayores: Alejandro de los Reyes y José Bianchi; capitanes: Domingo Rosales, Juan Loño, Vicente Augier, Jerónimo Bianchi, Patricio Mayfrén, Gregorio Villamil, José Martín de Ortega, Adrián Mendoza, José Carranza, Renato Simone, Juan Bautista Raymond, Aparicio Vidarrausaga, Blás Cárdenas, Francisco González de la Peña. Junto con los dos regimientos, también fue destinado a Montevideo el 1.º Escuadrón de Húsares.
Como el alistamiento voluntario pretendido por Liniers tuvo efectos limitados, para completar la tropa destinada a Montevideo fue necesario incorporar una compañía de cada cuerpo a excepción del de Vizcaínos. En marzo de 1808 la guarnición de Montevideo ascendía a 2366 plazas. Más adelante se dispuso el regreso a Buenos Aires del 1.º escuadrón de Húsares y de la 8.ª Compañía del tercio de Catalanes, además de las fuerzas veteranas de Infantería de Buenos Aires y Dragones.
Estos cuerpos que quedaron en Montevideo (llamados despectivamente por los realistas como los tupamaros) fueron disueltos el 12 de julio de 1810 por el gobernador de Montevideo brigadier Joaquín de Soria, quien capturó a sus jefes y licenció a la tropa cuando intentaron plegarse a los revolucionarios de Buenos Aires.

### Guarnición de Montevideo en 1808
Luego del licenciamiento de los cuerpos milicianos creados durante las Invasiones Inglesas, la guarnición de Montevideo quedó compuesta de la siguiente manera (de acuerdo a la Relación de los oficiales que han reconocido/ no han querido reconocer a la Junta de Montevideo, firmada por el teniente de navío Diego Ponce de León el 20 de diciembre de 1808):
- Regimiento de Infantería de Buenos Aires: 3 capitanes, 3 tenientes, 4 subtenientes.
- Real Cuerpo de Artillería: capitán comandante Joaquín de Vereterra, 2 capitanes, subteniente.
- Regimiento de Dragones de Buenos Aires: capitán comandante José Martínez, capitán, alférez.
- Cuerpo de Blandengues de Montevideo: comandante sargento mayor Cayetano Ramírez de Arellano, 2 capitanes, 2 tenientes, 2 alféreces, alférez graduado.
- Batallón de Milicias de Infantería: coronel comandante Juan Francisco García de Zúñiga y Lízola, capitán comandante Andrés Yáñez, 7 capitanes, 2 ayudantes mayores, 9 tenientes, 9 subtenientes, 2 subtenientes de bandera.
- Regimiento de Milicias de Caballería: coronel Joaquín de Soria, 3 capitanes, teniente, agregado ayudante mayor.
- Regimiento de Voluntarios de Infantería del Río de la Plata: 1.º comandante Prudencio Murguiondo, 2.º comandante Juan del Pino, sargento mayor, 2 ayudantes mayores, 17 capitanes, 20 tenientes, 18 subtenientes, 4 subtenientes abanderados.
- Regimiento de Voluntarios de Infantería Ligera: comandante teniente coronel Juan Balbín y Vallejo, sargento mayor, 2 ayudantes mayores, 14 capitanes, 21 tenientes, 15 subtenientes.
- Real Cuerpo de Ingenieros: comandante coronel José del Pozo.
- Real Armada: comandante capitán de fragata Joaquín Ruiz Huidobro, 4 capitanes de fragata (Bernardo Bonavía, José Obregón, José Posadas, Fernando de Soria), 5 tenientes de navío, 3 tenientes de fragata, 5 alféreces de navío, 3 alféreces de fragata.

### Reorganización de las milicias de Buenos Aires
Luego de la asonada del 1 de enero de 1809 comandada por Martín de Álzaga (asonada de Álzaga), fueron disueltos los tercios de Miñones, de Gallegos y de Vizcaínos (incluyendo a los Cazadores Correntinos) por su participación en la misma.
El 11 de septiembre de 1809, el nuevo virrey Baltasar Hidalgo de Cisneros, mediante una providencia reorganizó los cuerpos urbanos de Buenos Aires.
Como consecuencia de las reformas de Cisneros, el ejército del virreinato en la guarnición de la ciudad de Buenos Aires que llegó al 25 de mayo de 1810, estaba conformado por los siguientes cuerpos veteranos y milicianos:
- Batallón de Infantería n.º 1 (ex Patricios) (30 jefes, 358 soldados)
- Batallón de Infantería n.º 2 (ex Patricios) (28 jefes, 396 soldados)
- Batallón de Infantería n.º 3 (ex Arribeños) (29 jefes, 471 soldados)
- Batallón de Infantería n.º 4 (ex Montañeses) (29 jefes, 362 soldados)
- Batallón de Infantería n.º 5 (ex Andaluces) (29 jefes, 325 soldados)
- Batallón de Granaderos de Fernando VII (23 jefes, 242 soldados)
- Cuerpo de Artillería Volante (22 jefes, 291 soldados)
- Escuadrón de Húsares del Rey (13 jefes, 126 soldados)
- Batallón de Castas (32 jefes, 519 soldados)

En la reserva quedaron los Cuerpos Urbanos del Comercio con los números 6, 7 y 8.

## Expedición al Alto Perú de 1809
Para sofocar la revuelta de Chuquisaca el virrey Liniers ordenó al gobernador de Potosí, Francisco de Paula Sanz, el 18 de junio de 1809:

(...) que en Salta, Tomina y esa Villa se apronten, y municiones en cada uno de estos Parages doscientos hombres de sus Milicias que al mando de Don Jose Francisco Tineo, Don Diego de Velasco, y Don Indalecio Gonzalez de Socasa, y unidos con las Compañías veteranas que existen en esa dicha Villa se pongan todas a disposición de V. Señoria interin que se remite Xefe que se haga cargo de la Precidencia de Charcas, para que reuniendo VSeñoria esta fuerza armada mantenga la tranquilidad y sociego interior de esas Provincias imponga el respeto de la Autoridad Real y sociegue qualesquiera alboroto publico que exista: o pueda sucitarse (...)
Carta del virrey Liniers al gobernador Paula Sanz del 18 de junio de 1809

En conocimiento también de la revuelta de La Paz el nuevo virrey Cisneros envió desde Buenos Aires un contingente de 500 hombres al mando del mariscal Vicente Nieto, a quien nombró presidente de Charcas, y del capitán de fragata José de Córdoba y Rojas como mayor general. La primera división de la expedición partió el 4 de octubre de 1809, siguiéndole las otras dos con intervalos de unos días. Nieto tenía facultad para incorporar milicias en las ciudades del interior, pero solo en Salta se sumaron algunos milicianos.
Fueron organizadas tres divisiones con veteranos del Regimiento Fijo de Infantería, Dragones y de artillería, junto con una compañía de 40 marinos y otras de patricios, arribeños, montañeses, andaluces y artilleros de la Unión.

El mariscal inspeccionó su ejército en la plaza Mayor de la capital, compuesto de dos compañías de patricios, una de arribeños, una de montañeses y otra de andaluces, un piquete de marinos y tres piquetes de veteranos del fijo, artilleros y húsares del rey, integrando una fuerza de 400 a 500 hombres, con facultad de aumentarla en los pueblos del tránsito (...) puso en movimiento sus fuerzas en tres divisiones que salieron de la capital con intervalos de varios dias marchando él mismo a la vanguardia.
Ignacio Núñez, Noticias históricas de la República Argentina, en Biblioteca de Mayo, página 402.

Nieto llegó a San Salvador de Jujuy el 7 de noviembre de 1809 y al día siguiente informó a los maestros de posta que en breve partiría hacia Potosí con la 1.ª División integrada por 150 hombres, entrando en esa villa imperial el 16 de diciembre de 1809. El 23 de diciembre de 1809 avisó desde Cuchiguasi a la Real Audiencia de Charcas que dos días después entraría en Chuquisaca con 500 hombres.
Al llegar a Chuquisaca el 25 de diciembre de 1809, no hizo falta que entraran en combate ya que la ciudad prestó obediencia a Nieto, y La Paz había caído en manos de Goyeneche. La segunda división estaba compuesta por una compañía de arribeños (al mando del capitán Bernardino Paz), un destacamento del Cuerpo de Marina (al mando del teniente de navío José Miranda y Fontao) y una compañía de patricios al mando del capitán Diego Basavilbaso. La tercera división estaba al mando del comandante de la artillería Miguel Mejía y se formaba de un destacamento de artillería de la Unión (al mando del guardaparque Manuel Acuña de Figueroa), una compañía de montañeses (al mando del teniente Manuel Horma) y una compañía de andaluces (al mando del capitán Juan Bautista de la Fuente y del teniente Santiago Madera).
Producida la Revolución de Mayo, Nieto formó el Cuerpo de Voluntarios del Rey con la compañía de andaluces y la de montañeses.

(...) y ciento y cinquenta en dos compañias llamados de voluntarios del Rey que antes eran de Montañeses, y Andaluces, y de quienes tengo gran confianzas, así pr qe sus Oficiales son veneméritos, y amantes a su Rey, como pr qe su Tropa, qe se alla en buena disciplina ha manifestado ser de sentimientos mui diversos de los qe tenían los Patricios, y Arribeños (...)
Carta de Vicente Nieto a Gutiérrez de la Concha

Las dos compañías de patricios y la de arribeños fueron disueltas por Nieto:

(...) Patricios, y Arribeños, a quienes extingui castigando a los primeros, con quinta pr el presidio de Potosí pr su infidelidad, y adhesión al partido revolucionario.
Carta de Vicente Nieto a Gutiérrez de la Concha

Con las dos compañías del Fijo formó las compañías veteranas del Real Borbón. En marzo de 1811 ambos cuerpos formaron el Batallón Fernando VII unido al Ejército Real del Perú, que combatió en las batallas de Huaqui, Tucumán y Salta y cuyos restos se fusionaron a principios de 1815 con el Batallón de Milicias Provinciales de Potosí.
En el año 1817 José de la Serna realizó profundas reformas en el ejército realista del Alto Perú, reorganizando en Santa Cruz con cuadros veteranos el Regimiento Fernando VII, parte del cual al mando de Francisco Javier Aguilera quedó subordinado a Olañeta hasta 1825, y otra parte combatió bajo el mando de José Carratalá en la batalla de Ayacucho

## Batallón de Buenos Aires
Cuando el 3 de febrero de 1807 el ejército británico conquistó Montevideo, quedaron en su poder unos 600 soldados de 9 cuerpos diferentes, junto con el gobernador Ruiz Huidobro. Fueron trasladados a los pontones del río Támesis en Londres, principalmente los veteranos. Cuando el Reino Unido entró en alianza con España, Ruiz Huidobro y otros oficiales (Orduña, Arze, Viana, Quintana, Marcos Balcarce, Elorza, Caravaca, Carbajo, Lasala) fueron retornados a Montevideo en la fragata Prueba.
Luego de 5 meses de cautiverio, comprendidos en la capitulación de Whitelocke ante Liniers, fueron liberados en 1808 y entregados a España en La Coruña en momentos en que el ejército francés invadía ese país conformando en los primeros días de junio de 1808 el Batallón de Buenos Aires (también Regimiento de Buenos Aires o Regimiento Buenos Aires) e incorporado al Ejército de Galicia. Fueron también llamados los Colorados debido al color de los uniformes que les entregaron los británicos, y también conocidos como los Blandengues. Un grupo de estos soldados se hallaba en Oviedo desde 1807, desconociéndose cómo llegaron allí, pero se incorporaron al batallón.
Luego de la derrota española en la Batalla de Medina de Rioseco el 14 de julio de 1808, en donde el batallón tuvo 32 bajas, el jefe de Estado Mayor español, general Joaquín Blake, ordenó que unos 200 soldados robustos y oficiales de caballería de los regimientos de Dragones de Buenos Aires, Blandengues de Buenos Aires y Blandengues de Montevideo, formaran un cuerpo denominado Dragones del General del Ejército de la Izquierda, situándose en San Juan, cerca de Astorga y recibiendo unos 500 caballos desde Galicia. Unos 300 soldados de infantería de 6 cuerpos diferentes, se situaron como Batallón de Infantería Ligera de Buenos Aires en León con la misión de instruir conscriptos. Los Dragones del General acompañaron a Blake en la Batalla de Tamames el 18 de octubre de 1809. El 9 de octubre de 1809 unos 60 blandengues participaron en la defensa de Astorga, atacada por el francés Carrier.
Los Dragones del General permanecieron en Astorga hasta el 23 de febrero de 1810, partiendo entonces a Villafranca del Bierzo, en donde se hallaban el 28 de febrero. Algunos de estos soldados fueron destinados a otros cuerpos, como al de los Lanceros de Castilla y Voluntarios de Ciudad Rodrigo, interviniendo en la defensa de Ciudad Rodrigo, en la Batalla de las Fuentes de San Esteban y en la Batalla de La Albuera, la de Foncebadon y la de Manzanales. En julio de 1810 el Consejo de Regencia de España e Indias dio orden de que los oficiales americanos, o los destinados en América, se dirigieran a La Coruña o Cádiz para retornar a las Indias. Unos 30 oficiales retornaron al Río de la Plata en la fragata La Estrella y otro barco, mientras que los soldados quedaron en España. Entre los que retornaron se hallaban: Nicolás de Vedia, Juan Zufriátegui, Mariano Miller y Alagon, Antonio González Balcarce, Diego González Balcarce, Marcos González Balcarce, Teodoro Abad, Gregorio Manuel Mons, Sebastián Pizarro, José Rondeau.
En mayo de 1811 unos 30 hombres de Batallón de Buenos Aires murieron en el naufragio de una flota en Santoña.

## Veteranos de Buenos Aires en 1810
Los cuerpos veteranos que llegaron al 25 de mayo de 1810 eran:
- Regimiento de Infantería de Buenos Aires (26 jefes, 188 soldados)
- Regimiento de Dragones de Buenos Aires (27 jefes, 202 soldados)
- Real Cuerpo de Artillería (6 jefes, 143 soldados)
- Real Cuerpo de Ingenieros (6 jefes)
- Cuerpo de Blandengues de la Frontera de Buenos Aires (17 jefes, 136 soldados)
- Asamblea de Infantería
- Asamblea de Caballería (total de ambas asambleas: 8 jefes, 61 soldados)
- Real Cuerpo de Marina

El Estado Mayor de la Plaza contaba con 19 jefes.

## Frontera indígena

### De la Pampa
En 1810 la frontera con los indígenas que habitaban en el sur de la región pampeana estaba custodiada por una línea de fuertes y fortines, los cuales por lo general eran reductos de unos 100 metros de lado, que se rodeaban de un foso de 3 a 4 metros de profundidad. La tierra del foso era utilizada en los parapetos que rodeaban el fortín en su interior, por sobre la cual se clavaban palos a pique. En el interior del fortín se hallaban los ranchos de alojamiento, depósitos y corrales para las caballadas. Una estructura en forma de torre, llamada mangrullo, servía como puesto de vigilancia. Los fuertes estaban mejor construidos que los fortines.
Fuertes y fortines de la línea defensiva:
- En la actual provincia de Buenos Aires: fuerte de Chascomús, fuerte de Ranchos, guardia del Monte, fortín de Lobos, fortín Navarro, guardia de Luján, fortín San Claudio de Areco, fuerte de Salto, guardia de Rojas.
- En la actual provincia de Santa Fe: fuerte San Juan Bautista de Melincué, India Muerta, Pavón, Rosario, Coronda, Salado, Saladillo, Cululó, San José de la Esquina, La Pelada, San Juan Nepomuceno.
- En la actual provincia de Córdoba: el fortín San Rafael del Saladillo (o del Loboy), fortín del Sauce (La Carlota), Pilar, San Bernardo, la Concepción del Río Cuarto, Santa Catalina y San Fernando de Sampacho, San Carlos, Asunción de las Tunas y Loreto (Zapallar), El Tío.
- En la actual provincia de San Luis: fuerte de San Lorenzo del Chañar (Pedernera), San José del Bebedero.
- En la actual provincia de Mendoza: fuerte de San Carlos y San Rafael del Diamante.

Ordenados por año de fundación: fuerte de Arrecifes (1736), guardia del Zanjón (1745), fuerte de Pergamino (1749), fuerte de Luján (1752), guardia del Salto (1752), guardia del Samborombón (1760), guardia del Juncal (1771), fortín de Areco (1771), guardia del Monte (1774), fortín de Lobos (1777), fortín de Navarro (1777), guardia de Rojas (1777), fuerte de Chascomús (1779), fuerte de Carmen de Patagones (1779), fuerte Nuestra Señora del Pilar de los Ranchos (1781), fuerte Nuestra Señora de las Mercedes (1781).

### Del Chaco salteño
Los fuertes principales de Ledesma y Santa Bárbara y los secundarios de: San José de Vilelas, Nuestra Señora del Pilar, San Luis de Pitos, Balbuena, San Esteban de Miraflores, San Fernando del Río del Valle, San Felipe, San Bernardo de Pizarro, Río Negro y Zenta.

### Del Chaco santafesino
Los fuertes: Almagro, Feliú, Nuestra Señora de la Soledad, Melo y Virreina (Sunchales).

### De Tarija
En la línea defensiva contra los chiriguanos en el partido de Tarija en 1810 se hallaban los fuertes de Caraparí, Itaú y San Luis (hoy Entre Ríos).